# Cheb
Cheb (německy Eger, v chebském sudetoněmeckém nářečí Egha; zastarale také Heb) je město ve stejnojmenném okrese v Karlovarském kraji, 40 km jihozápadně od Karlových Varů a 5 km od hranic s Německem na řece Ohři, od níž je odvozen německý název města. První historicky dochovaná zmínka o Chebu, centrálním městě celého někdejšího Chebska, pochází z roku 1061. Do konce druhé světové války byla převážná část obyvatelstva německá a Cheb byl důležitou součástí Sudet. Po skončení války byli němečtí obyvatelé vysídleni a město se z velké části vylidnilo. Žije zde přibližně 33 tisíc obyvatel, což z Chebu dělá po Karlových Varech druhé největší město v kraji. V Chebu se nachází sedm základních škol, dvě střední školy, jedna praktická škola, dvě gymnázia a Fakulta ekonomická Západočeské univerzity. Hlavní průmysl je zde strojírenský, textilní, kovodělný, stavební, dřevozpracující a potravinářský. Sousedními obcemi sídla jsou Okrouhlá, Třebeň, Pomezí nad Ohří, Nebanice, Tuřany, Odrava, Lipová, Libá, Františkovy Lázně, Waldsassen a Schirnding. Historické centrum města je památkovou rezervací.

## Historie

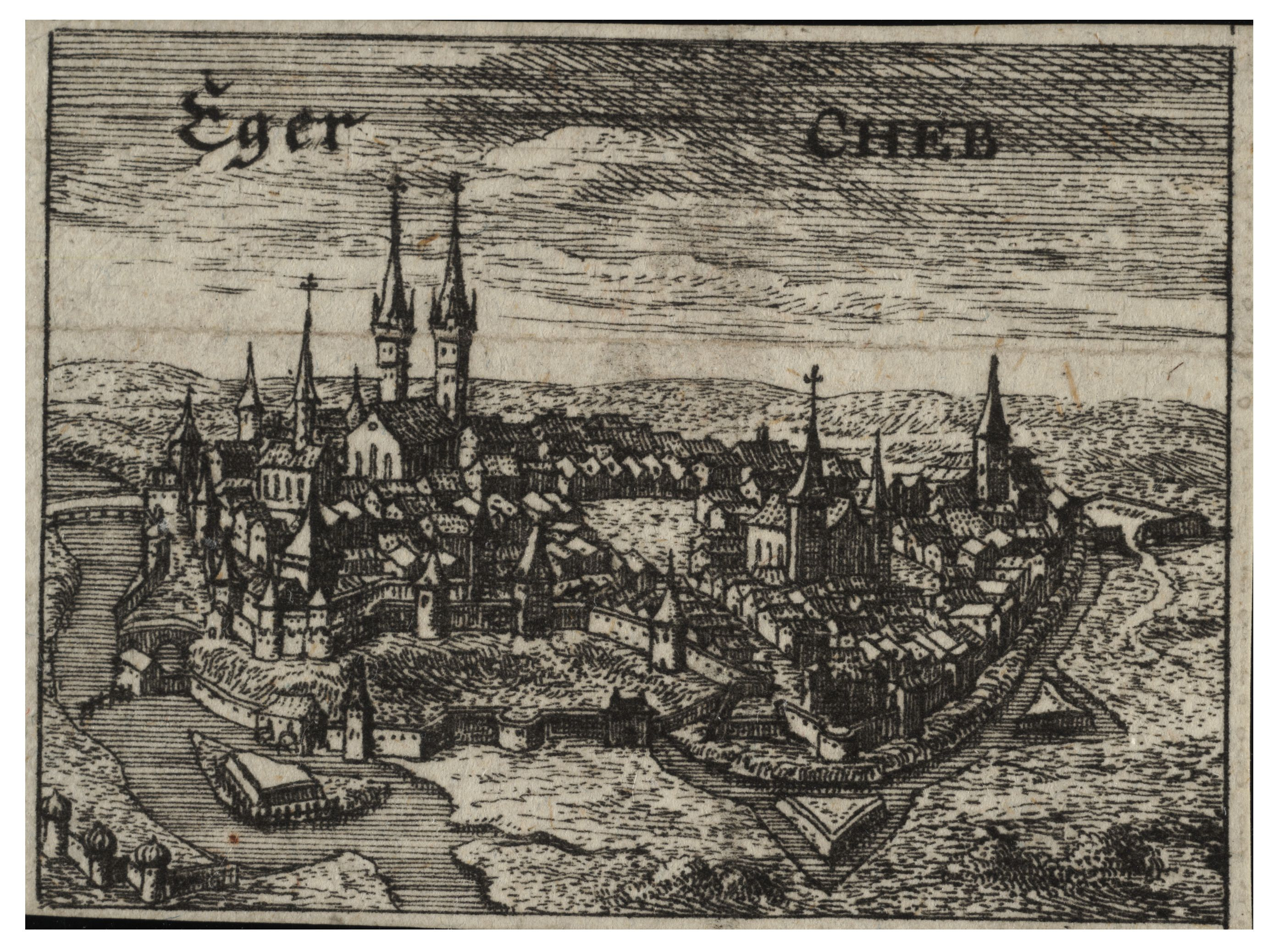
Cheb na rytině Václava Hollara, kolem roku 1650

### Středověk
První historicky dochovaná zmínka o Chebu, centrálním městě celého někdejšího Chebska, pochází z roku 1061. Chebské hradiště bylo osídleno v 9. století Slovany. Roku 1146 připadlo Chebsko císaři Fridrichu I. Barbarossovi, který zde kolem roku 1180 nechal postavit dodnes zčásti zachovaný středověký hrad (falc). Na město byl Cheb povýšen roku 1179. V lednu 1285 se v Chebu konala svatba českého krále Václava II. s dcerou římského krále Rudolfa I. Jitkou, poté Cheb patřil střídavě k Čechám a Německu, roku 1322 ho Ludvík IV. Bavor se souhlasem chebských dal v zástavu českému králi Janu Lucemburskému. Městu byla přislíbena nezávislost vůči království, pozbylo však statut svobodného říšského města. Zástava nebyla nikdy vyplacena.
5. května 1389 zde byl podepsán zemský mír (landfrýd), mezi králem Václavem IV. a svazkem jihoněmeckých říšských měst, když král neuspěl v prosazení svých zájmů (viz Chebský zemský mír). 

### Novověk
Během husitských válek stál Cheb jakožto město katolické aktivně na straně protihusitské koalice. V pozdější reformaci se ale obyvatelé města připojili k luteránství. Proto po bitvě na Bílé hoře, v době pobělohorské, se ani Cheb nevyhnul násilné rekatolizaci. Měšťané doufali, že saský kurfiřt pomůže městu získat zpět jeho ztracené výjimečné postavení, a tím se jeho obyvatelé rekatolizaci vyhnou. Ještě v roce 1649 se saský kurfiřt u císaře za Cheb marně přimlouval. Řada zdejších měšťanů se kvůli své víře vystěhovala ze země, exulanti z Chebu se pohybovali ve městech Annaberg-Buchholz, Norimberk, Lipsko i Cvikov (Německo).

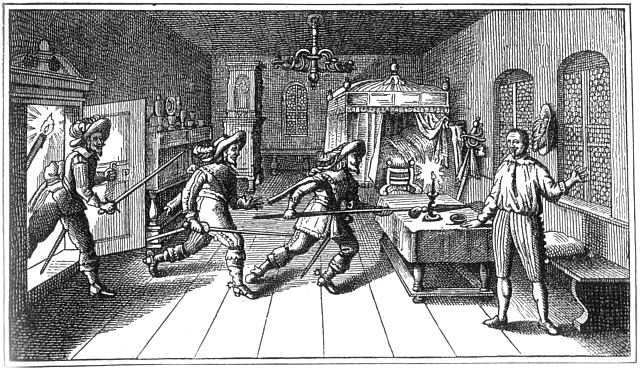
Zavraždění Albrechta z Valdštejna v Pachelbelově domě v Chebu

Dne 25. února 1634 byl v Chebu, v Pachelbelově domě na náměstí krále Jiřího z Poděbrad za Špalíčkem (dnes Muzeum Cheb), zavražděn Albrecht z Valdštejna a na hradě jeho důstojníci.
Autonomistickým tendencím spojeným s odvoláváním se na zvláštní postavení Chebska v rámci Zemí Koruny české učinili definitivní konec Habsburkové roku 1723, když učinili Cheb svobodným královským městem (ale ještě zhruba dalších sto let náležel do řezenské diecéze). Jako poslední státoprávní akt Chebska může být v této souvislosti vnímáno přijetí pragmatické sankce 21. října 1721.

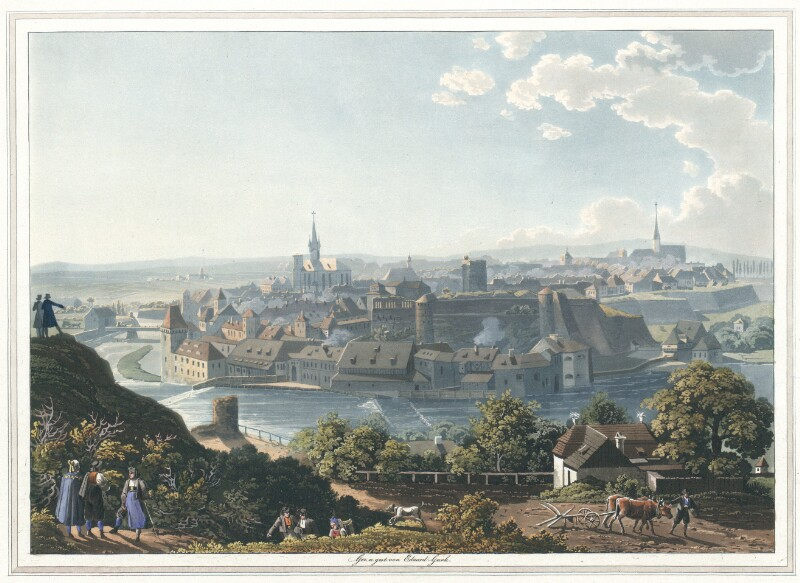
Pohled na Cheb, malba Eduarda Gurka, 1825

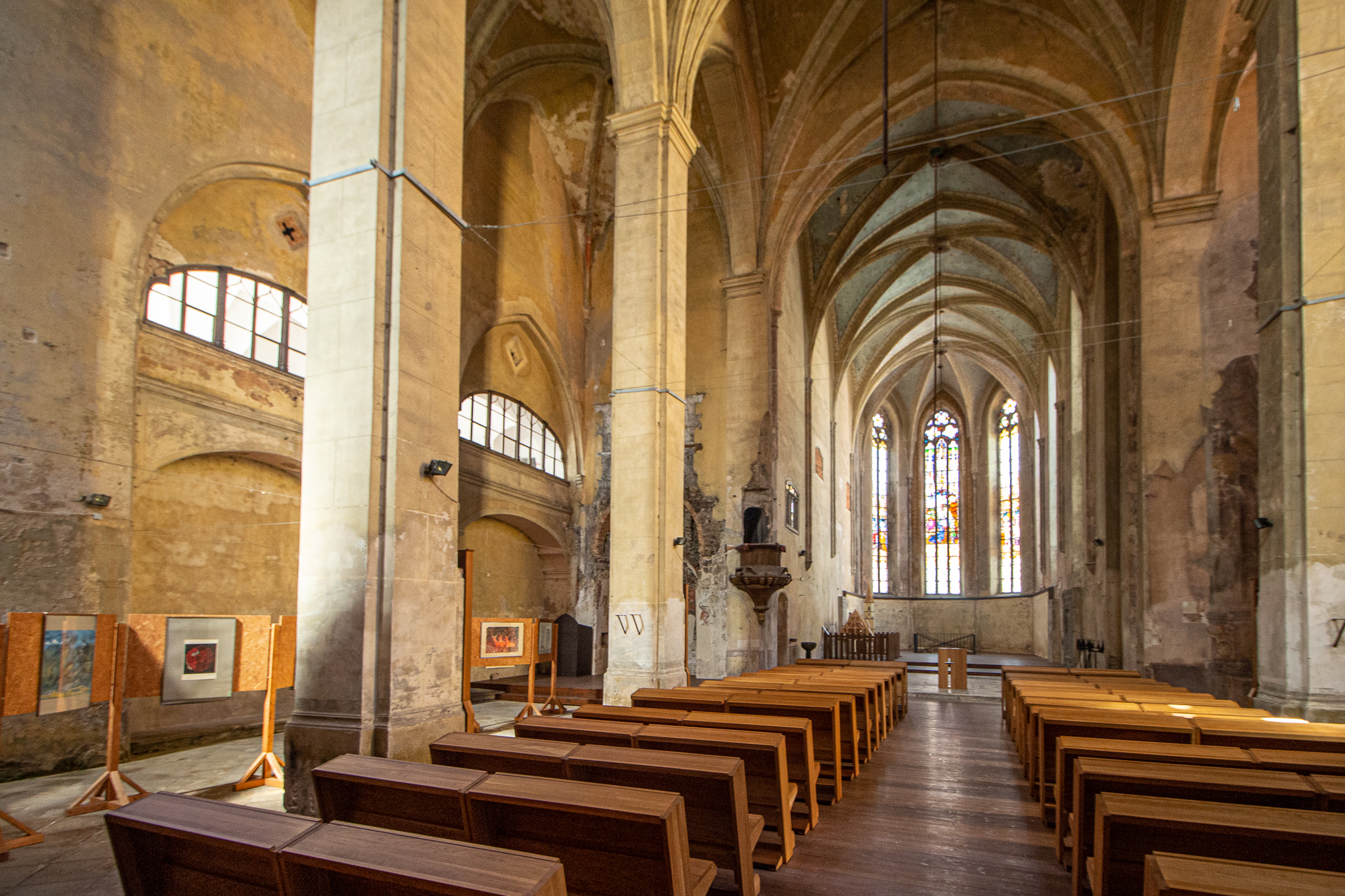
Kostel Zvěstování Panny Marie s klášterem řádu františkánů, nejstarší kostel ve městě

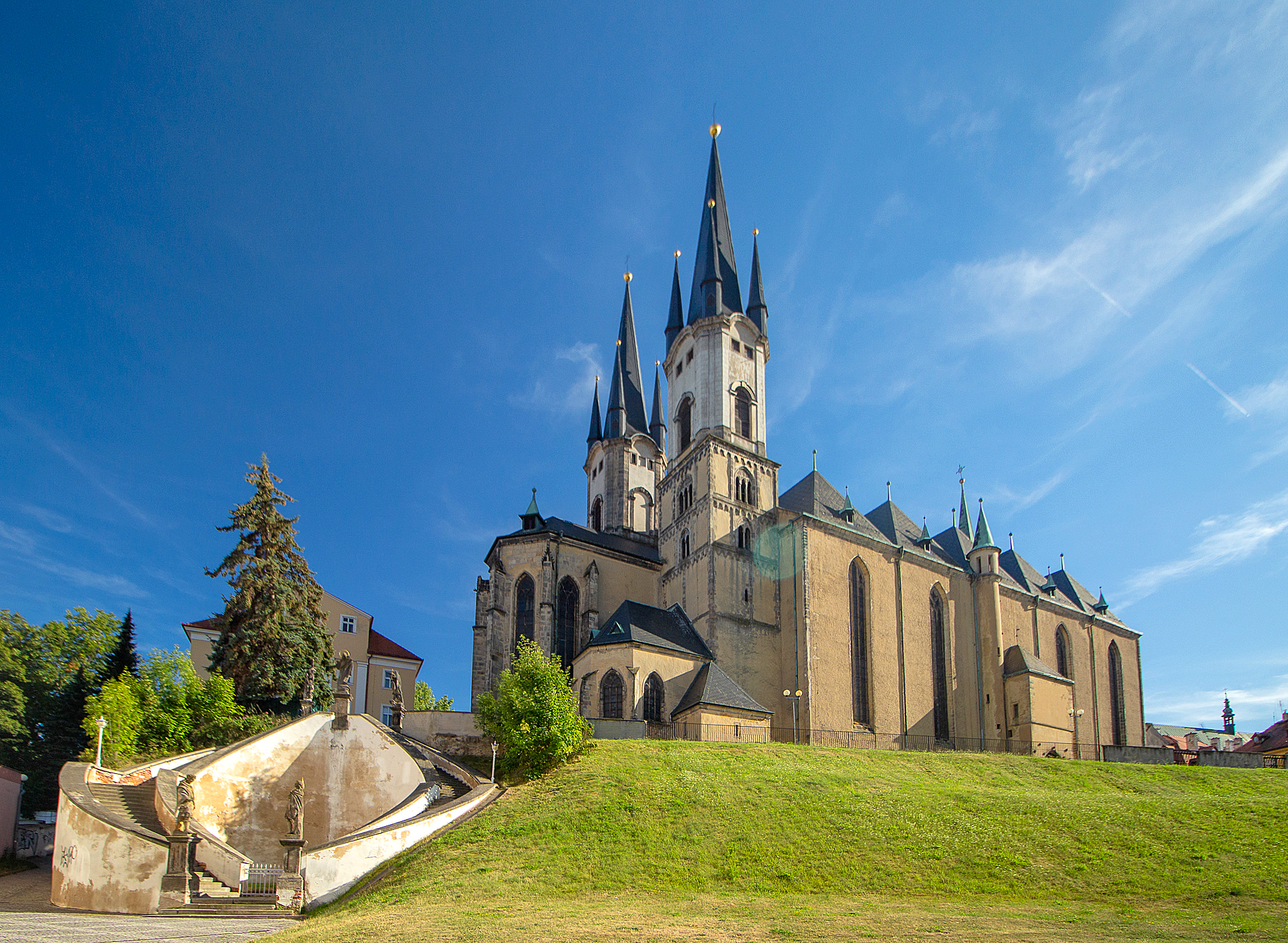
Kostel svatého Mikuláše a svaté Alžběty

### 20. a 21. století
Přestože bylo německojazyčné Chebsko od roku 1322 součástí Zemí Koruny České, nespokojila se většina místního obyvatelstva po skončení první světové války s nově vzniklým Československem a žádala v rámci Deutschböhmen odtržení od ČSR a přičlenění k nově vzniklému Německému Rakousku. 27. října 1918 pak Chebsko vyhlásilo samostatnost. Po příchodu „italských“ legionářů 16. prosince se však Cheb stal součástí ČSR.
V období první republiky se v Chebu značně zvýšil počet českého obyvatelstva, které přicházelo do pohraničí za prací. Přesto se v roce 1922 konala v Chebu demonstrace žádající zvláštní postavení Chebska. Roku 1925 byla postavena česká škola, o 2 roky později byl založen spolkový dům Svoboda.
V roce 1931 byla postavena nová pěvecká hala v Poohří, o tři roky později v roce 1934, pak byly obnoveny Valdštejnské hry.
I přes tento rozvoj se protičeské nálady německého obyvatelstva od roku 1933 (kdy byla založena místní organizace Sudetoněmecké vlastenecké fronty) neustále zvyšovaly a vyvrcholily v roce 1938. Příjezd Adolfa Hitlera 3. října 1938 na zaplněné chebské náměstí korunoval podepsání Mnichovské dohody, odchod tisíců Čechoslováků, ale i německých antifašistů z města a připojení Sudet k Třetí říši. 1. října 1938 byl Cheb obsazen jednotkami Freikorps.
V srpnu 1939 se do Chebu sjelo 120 tisíc lidí na přistání vzducholodě LZ 130 Graf Zeppelin II. V Chebu se za druhé světové války nacházela továrna na letadla a také základna Luftwaffe. Chebské letiště navštívil i Hermann Göring.
V roce 1944 začalo spojenecké bombardování Chebu. Město bylo osvobozeno 26. dubna 1945, tuto událost připomíná ulice 26. dubna. V témže roce bylo ustanoveno první české vedení města. Po roce 1945 byla většina obyvatelstva německé národnosti vysídlena do Německa, což způsobilo značný pokles počtu obyvatel (předválečného stavu bylo dosaženo až v 90. letech 20. století).  
V roce 1947 byl v městském parku odhalen pomník americké armády, ten byl ovšem odstraněn v roce 1951, protože roku 1948 přebrali v Chebu moc  komunisté.
V roce 1956 byla zahájena přestavba historického jádra města. V roce 1958 pak při ZUŠ vznikl Mládežnický dechový orchestr, o tři roky později vznikla i stálá divadelní scéna. Václav Kučera, zakladatel dechového orchestru, pak v roce 1970 zorganizoval i první ročník festivalu FIJO.
V roce 1960 byla zahájena výstavba prvního panelového sídliště Spáleniště. Dále vznikla sídliště Hradčany (1965), Skalka (1971) a Zlatý vrch (1985). Roku 1962 byla dostavěna nová budova nádraží.
Potlačení Pražského jara se dotklo i Chebu. V roce 1968 jej obsadila Sovětská armáda a roku 1969 zde byla vyhlášena normalizace.
Roku 1985 bylo mnoho budov ve městě poškozeno zemětřesením.
V roce 1989 se při sametové revoluci zaplnilo celé náměstí. Lidé žádali svobodné volby, které se konaly v roce 1990. Po Sametové revoluci se zde usídlila velká komunita Vietnamců, kteří zde podnikají na svých tržištích.
V Chebu od roku 1979 sídlil prvoligový fotbalový klub.
Roku 1990 v Chebu vznikla ekonomická fakulta Západočeské univerzity v Plzni.
V letech 2020 a 2021 Cheb zasáhla s extrémní silou pandemie covidu-19, která si v okrese Cheb k 30. 3. 2022 vyžádala 607 prokázaných obětí. Smrtícímu viru podlehl jeden ze 160 obyvatel okresu. Během ledna a února 2021 pod extrémním náporem pacientů místní zdravotnictví zkolabovalo. Lékaři se nestíhali starat o pacienty, kteří museli být převáženi do jiných částí státu.

### Historie chebského pivovarnictví
Cheb byl známý svým pivovarnictvím. První písemná zmínka o vaření piva v Chebu pochází z roku 1300. V roce 1872 zde byl založen chebský První akciový pivovar, který před 1. světovou válkou produkoval 115 000 hektolitrů piva ročně. V roce 1930 tento pivovar produkoval tisíc hektolitrů piva denně. V roce 1947 byl tento pivovar znárodněn. Počátkem roku 1995 byla výroba piva v tomto pivovaru ukončena a zařízení pivovaru bylo demontováno.

## Přírodní poměry

### Geologická stavba, reliéf a půdy
Cheb leží na západě Česka v blízkosti hranic s Německem. Sousedními městy jsou na severozápadě Františkovy Lázně a Aš, na severovýchodě Sokolov a Karlovy Vary a na jihovýchodě Mariánské Lázně a Tachov. Městem prochází poledník s hodnotou 12°22' v. d. a rovnoběžka 50°04' s. š. Průměrná nadmořská výška se pohybuje okolo 472 m n. m. V okolí Chebu se nachází přehradní nádrže Skalka a Jesenice.

### Podnebí
| Cheb – podnebí                          | Cheb – podnebí | Cheb – podnebí | Cheb – podnebí | Cheb – podnebí | Cheb – podnebí | Cheb – podnebí | Cheb – podnebí | Cheb – podnebí | Cheb – podnebí | Cheb – podnebí | Cheb – podnebí | Cheb – podnebí | Cheb – podnebí |
| Období                                  | leden          | únor           | březen         | duben          | květen         | červen         | červenec       | srpen          | září           | říjen          | listopad       | prosinec       | rok            |
| --------------------------------------- | -------------- | -------------- | -------------- | -------------- | -------------- | -------------- | -------------- | -------------- | -------------- | -------------- | -------------- | -------------- | -------------- |
| Průměrné denní maximum [°C]             | 0,0            | 2,3            | 7,0            | 12,2           | 17,4           | 20,6           | 22,4           | 22,2           | 18,5           | 12,8           | 5,2            | 1,3            | 11,8           |
| Průměrné denní minimum [°C]             | −5,0           | −4,1           | −1,2           | 2,1            | 6,3            | 9,6            | 11,0           | 10,6           | 8,0            | 4,1            | 0,0            | −3,3           | 3,2            |
| Průměrné srážky [mm]                    | 36,1           | 29,5           | 36,3           | 38,3           | 56,0           | 66,9           | 59,2           | 66,5           | 48,4           | 37,5           | 41,1           | 43,9           | 559,7          |
| Zdroj: Hong Kong Observatory duben 2011 |                |                |                |                |                |                |                |                |                |                |                |                |                |

## Obyvatelstvo
V roce 1930 se k české národnosti hlásilo 11 % obyvatel. Roku 1945 měl Cheb přes 45 000 obyvatel, v tom je ale zahrnut velký počet válečných uprchlíků. V roce 1947 měl Cheb jen 14 533 obyvatel, velkou většinu tvořili pováleční přistěhovalci z vnitrozemí. Roku 2012 měl Cheb 33 067 obyvatel, roku 2016 32 355 obyvatel.
| Rok            | 1869   | 1880   | 1890   | 1900   | 1910   | 1921   | 1930   | 1950   | 1961   | 1970   | 1980   | 1991   | 2001   | 2011   |
| -------------- | ------ | ------ | ------ | ------ | ------ | ------ | ------ | ------ | ------ | ------ | ------ | ------ | ------ | ------ |
| Počet obyvatel | 17 826 | 21 575 | 22 875 | 28 064 | 31 761 | 32 735 | 37 599 | 20 178 | 22 133 | 26 650 | 30 886 | 31 847 | 32 893 | 32 401 |
| Počet domů     | 1 373  | 1 527  | 1 624  | 1 767  | 1 917  | 1 942  | 2 351  | 2 544  | 1 763  | 1 903  | 2 191  | 2 382  | 2 586  | 2 995  |

| Rok            | 1869   | 1880   | 1890   | 1900   | 1910   | 1921   | 1930   | 1950   | 1961   | 1970   | 1980   | 1991   | 2001   |
| -------------- | ------ | ------ | ------ | ------ | ------ | ------ | ------ | ------ | ------ | ------ | ------ | ------ | ------ |
| Počet obyvatel | 13 541 | 17 376 | 18 908 | 23 835 | 26 969 | 27 891 | 31 893 | 17 837 | 20 061 | 24 851 | 28 846 | 29 724 | 30 515 |
| Počet domů     | 801    | 926    | 1 008  | 1 179  | 1 303  | 1 319  | 1 672  | 1 918  | 1 483  | 1 537  | 1 715  | 1 823  | 1 968  |

### Struktura populace
Podle sčítání 1921 zde žilo v 1 300 domech 27 524 obyvatel, z nichž bylo 13 881 žen. 1 305 obyvatel se hlásilo k československé národnosti, 23 125 k německé a 34 k židovské. Žilo zde 24 843 římských katolíků, 1 702 evangelíků, 10 příslušníků Církve československé husitské a 505 židů. Podle sčítání 1930 zde žilo v 1 640 domech 31 398 obyvatel. 3 493 obyvatel se hlásilo k československé národnosti a 24 979 k německé. Žilo zde 27 368 římských katolíků, 1 901 evangelíků, 456 příslušníků Církve československé husitské a 491 židů.

### Židovská komunita
Židovské osídlení města Chebu (hebrejsky איגר Ejgr, jidiš עגער Ajger) patří k jedněm z nejstarších na území Čech. Poloha bývalého ghetta v přímém napojení na hlavní náměstí teoreticky svědčí o tom, že se zde židovská obec utvořila již na počátku 13. století (v roce 1270 údajně vyhořela místní synagoga). První doložená zmínka je až z roku 1314. První středověká židovská obec zřejmě zcela zanikla v důsledku tzv. Chebského pogromu z roku 1350. Roku 1352 se opět objevuje v dokumentech Židovská ulice. Právo na synagogu a hřbitov udělil tehdejší židovské komunitě v roce 1364 císař Karel IV. V roce 1430 byli Židé z města opět vypovězeni, synagoga a hřbitov byly úředně uzavřeny. Od roku 1435 je v Chebu opět zaznamenána židovská obec. Roku 1463 král Jiří z Poděbrad povolil pro tuto třetí ŽO zřízení nové synagogy a hřbitova. Roku 1502 byli chebští Židé z města opět vyhnáni. Od konce 17. století. existovala čtvrtá, nevýznamná ŽO, jejíž členové však z neznámých důvodů město opustili v polovině 18. století. Později zde mohly žít pravděpodobně jen osamocené rodiny (např. v roce 1793 to byly 3 rodiny, dohromady 28 lidí). Bez omezení se Židé smí v Chebu opět usazovat až zrovnoprávnění v roce 1848. Novodobá, tedy pátá ŽO, byla založena v roce 1862 a počet jejích členů každoročně stoupal. V roce 1880 zde žilo 384 lidí hlásících se k židovství (2 % populace), v roce 1900 už 554 osob (2 %). Ačkoli se Židé na počátku 20. století z Chebu vystěhovávají do větších měst (Praha, Vídeň, Berlín aj.), stále v roce 1930 eviduje 491 osob (1 %). Zkázu zdejší židovské obci přináší okupace Sudet, drtivá většina Židů nepřežila koncentrační tábory. Po druhé světové válce byla ŽO obnovena, ale kvůli rychlému úbytku členů byla již v roce 1947 přičleněna pod ŽO v Karlových Varech.
Ve středověku byl Cheb jedním z center židovské aškenázské vzdělanosti v Evropě. Nejvýznamnějším místním učencem byl rabín Nathan z Chebu, jehož ješiva byla proslulá v celé střední Evropě (později odešel do Palestiny a jako první známý Žid z českých zemí je zde pochován; zemřel v první polovině 15. století, je pohřben v Jeruzalémě). Z Chebu pochází tzv. Chebská bible, jeden z nejstarších hebrejských rukopisů v Čechách (13. století nebo 1. polovina 14. století).
Odvozena z názvu města jsou existující aškenázská příjmení Eger, Eiger, Eiger, Egers atd. – například rabín Akiva Eiger.

Věková struktura obyvatel v roce 2011
Rodinný stav obyvatel v roce 2011
Vzdělání obyvatel v roce 2011

Do konce druhé světové války byla převážná část obyvatelstva německá a Cheb byl důležitou součástí Sudet. Po skončení války byli němečtí obyvatelé vysídleni a město se z velké části vylidnilo.

## Obecní správa a politika

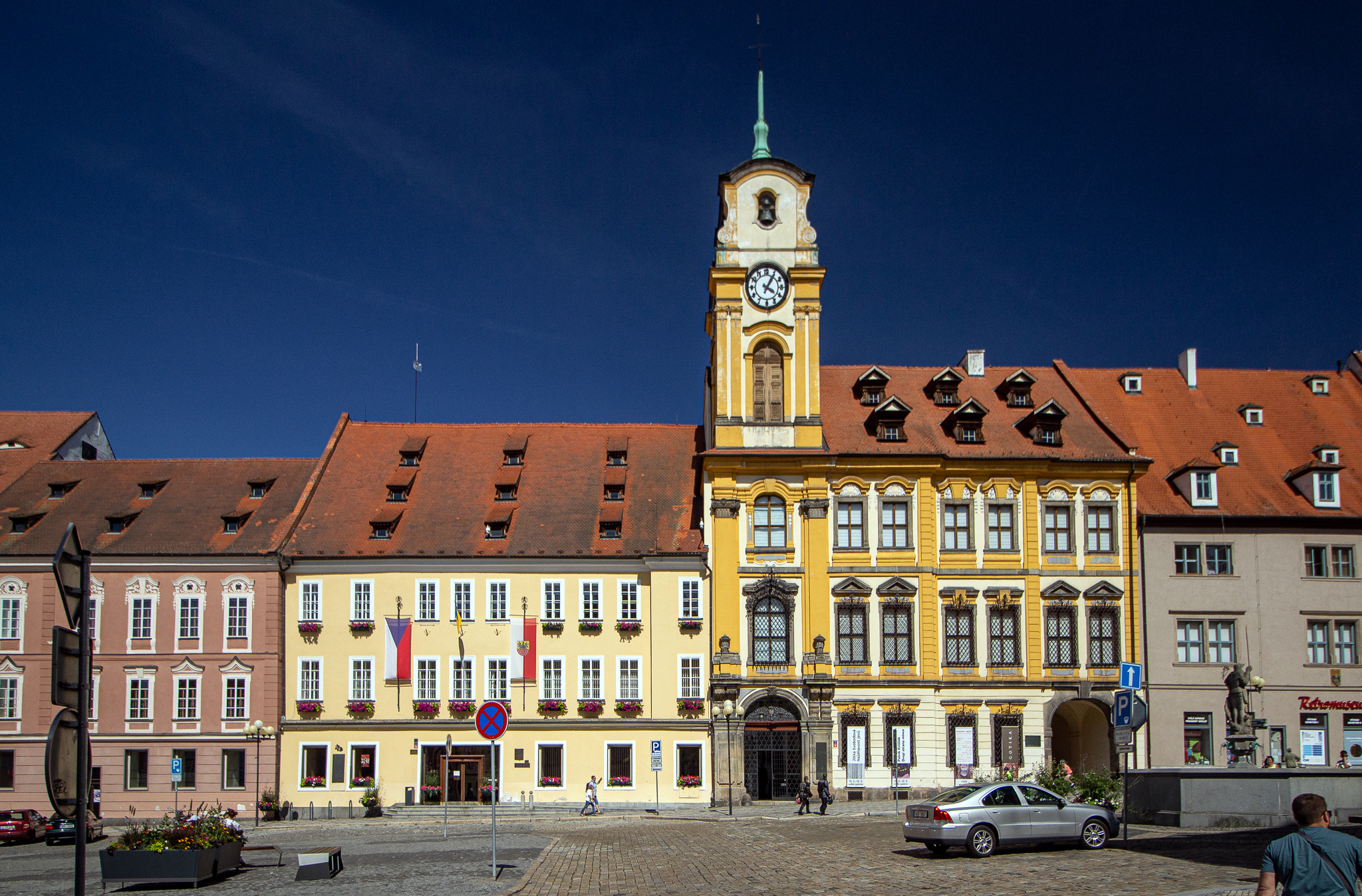
Chebská radnice

### Členění města

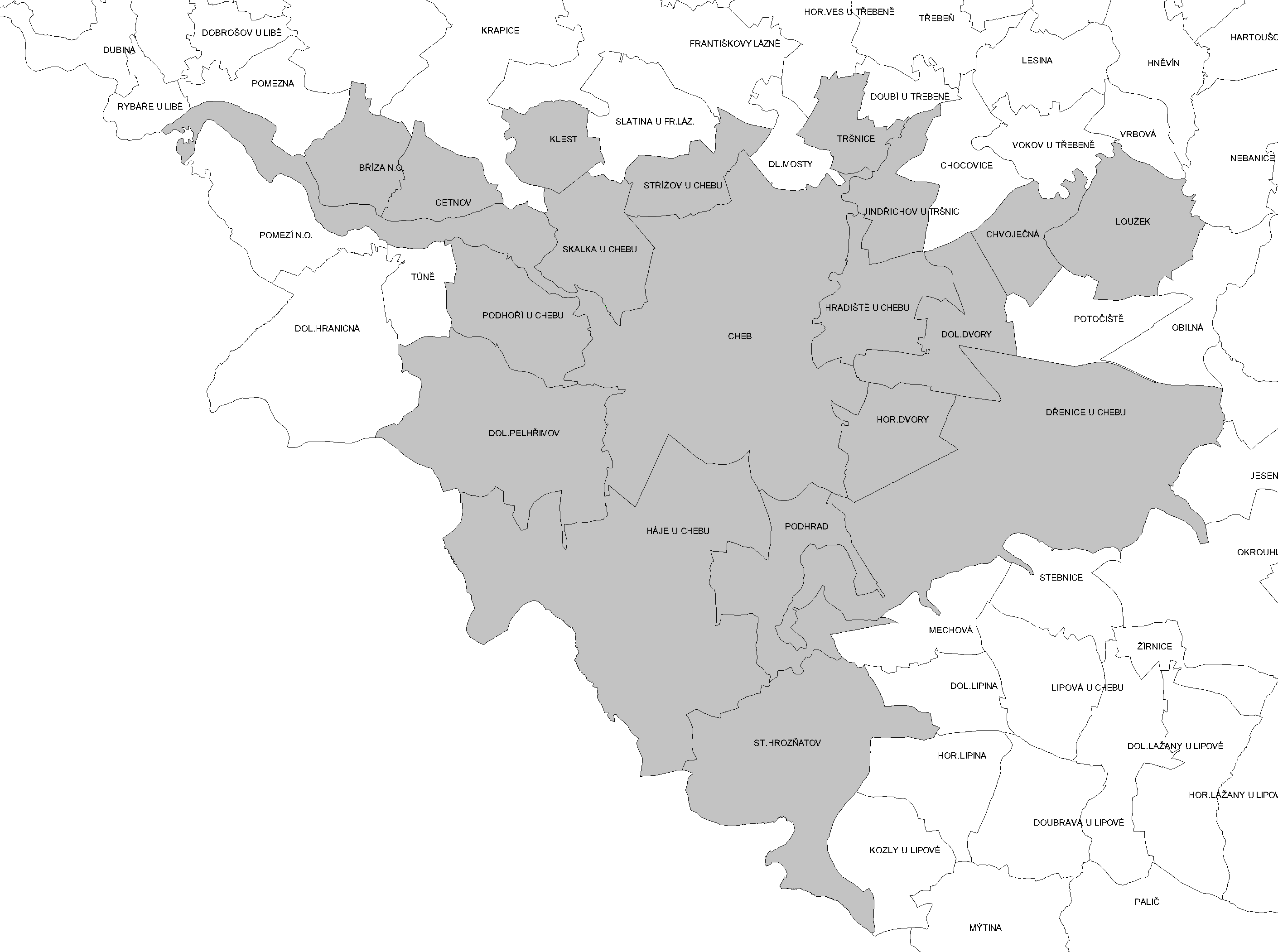
Katastrální členění Chebu

Město Cheb se skládá z 19 místních částí a 19 katastrálních území:
- k. ú. Bříza nad Ohří – část Bříza
- Cetnov – Cetnov
- Dolní Dvory – Dolní Dvory
- Dolní Pelhřimov – Pelhřimov
- Dřenice u Chebu – Dřenice
- Háje u Chebu – Háje
- Horní Dvory – Horní Dvory
- Hradiště u Chebu – Hradiště
- Cheb – Cheb
- Chvoječná – Chvoječná
- Jindřichov u Tršnic – Jindřichov
- Klest – Klest
- Loužek – Loužek
- Podhoří u Chebu – Podhoří
- Podhrad – Podhrad
- Skalka u Chebu – Skalka
- Starý Hrozňatov – Hrozňatov
- Střížov u Chebu – Střížov
- Tršnice – Tršnice

Součástí města byla dříve i dnes samostatná obec Pomezí nad Ohří a obec Potočiště, která se později stala součástí obce Odrava.

### Správní území
Cheb byl dříve okresním městem, v současnosti je obcí s rozšířenou působností a pověřeným obecním úřadem. Okres Cheb ale stále existuje a skládá se ze 40 obcí, správní obvod obce s rozšířenou působností z 21 obcí.

## Společnost

### Školství
- Mateřské školy
- Základní školy (1.-6. Základní škola)
- Waldsdorfská základní škola
- Integrovaná střední škola
- Střední zdravotnická škola a vyšší odborná škola
- Gymnázium Cheb, Nerudova 7
- Svobodná Chebská škola, základní škola a gymnázium s.r.o.
- Fakulta ekonomická Západočeské univerzity v Plzni
- Fakulta pedagogická Západočeské univerzity v Plzni

### Kultura
- Galerie výtvarného umění
- Retromuseum, pobočka Galerie výtvarného umění

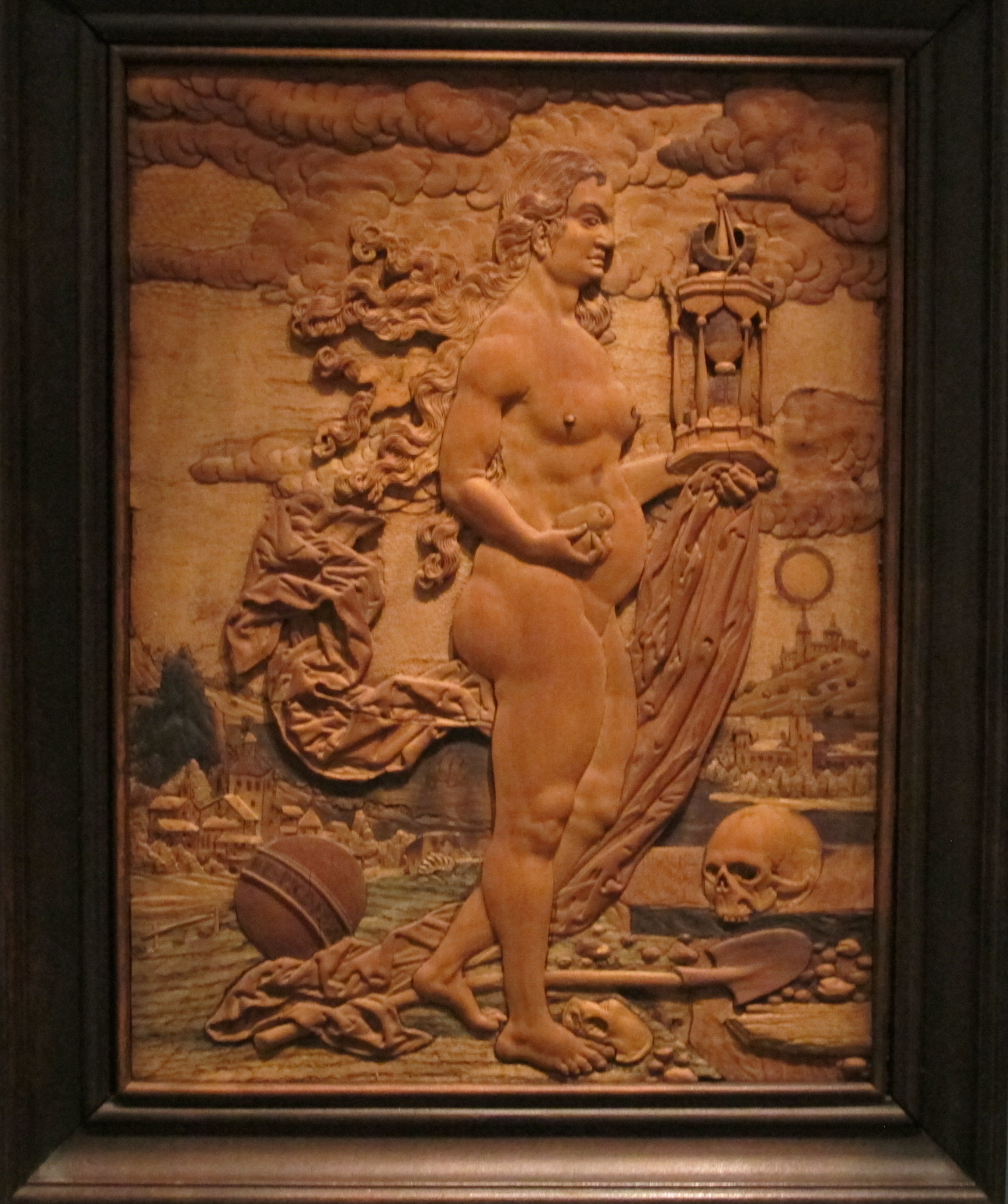
Adam Eck: Chebská intarzie, Alegorie Pomíjivosti podle Dürera, kolem 1650

- Muzea
- Kino Svět
- Západočeské divadlo
- Kulturní centrum Svoboda
- Dům dětí a mládeže SOVA
- Městská knihovna v Chebu

### Umění
V dějinách umění dosáhly Cheb a Chebsko (Egerland) třikrát evropské úrovně: poprvé v období románsko-gotickém, kdy zde asi roku 1180 vznikla mincovna, známá svými ražbami stříbrných denárů. Pod vládou Štaufů byl v období rané gotiky vybudován Chebský hrad a vznikla mj. vyšívačská a zlatnická práce zvaná Chebské antependium. V období pozdní gotiky byla dokončena stavba síňového trojlodí baziliky sv. Mikuláše a Alžběty, dále vznikla mnohá sochařská, malířská a zlatnická díla. Druhým významným obdobím byl přelom renesance a raného baroka, kdy zdejší řezbáři zhotovovali přenosné oltáříky, skříňky a kazety s biblickými i římskými mytologickými náměty reliéfů ve specifické pestrobarevné intarzii, známé jako Chebská intarzie nebo Chebská práce; jejím hlavním představitelem byl Adam Eck. Třetím obdobím bylo selské baroko, kdy se kromě chebského kroje a nábytku rozvinul chebský lidový šperk, jehož symbolem je tzv. Hosenantauer, osmiboká spona pánského opasku či ozdobný uzávěr límce dámské halenky.

### Sport

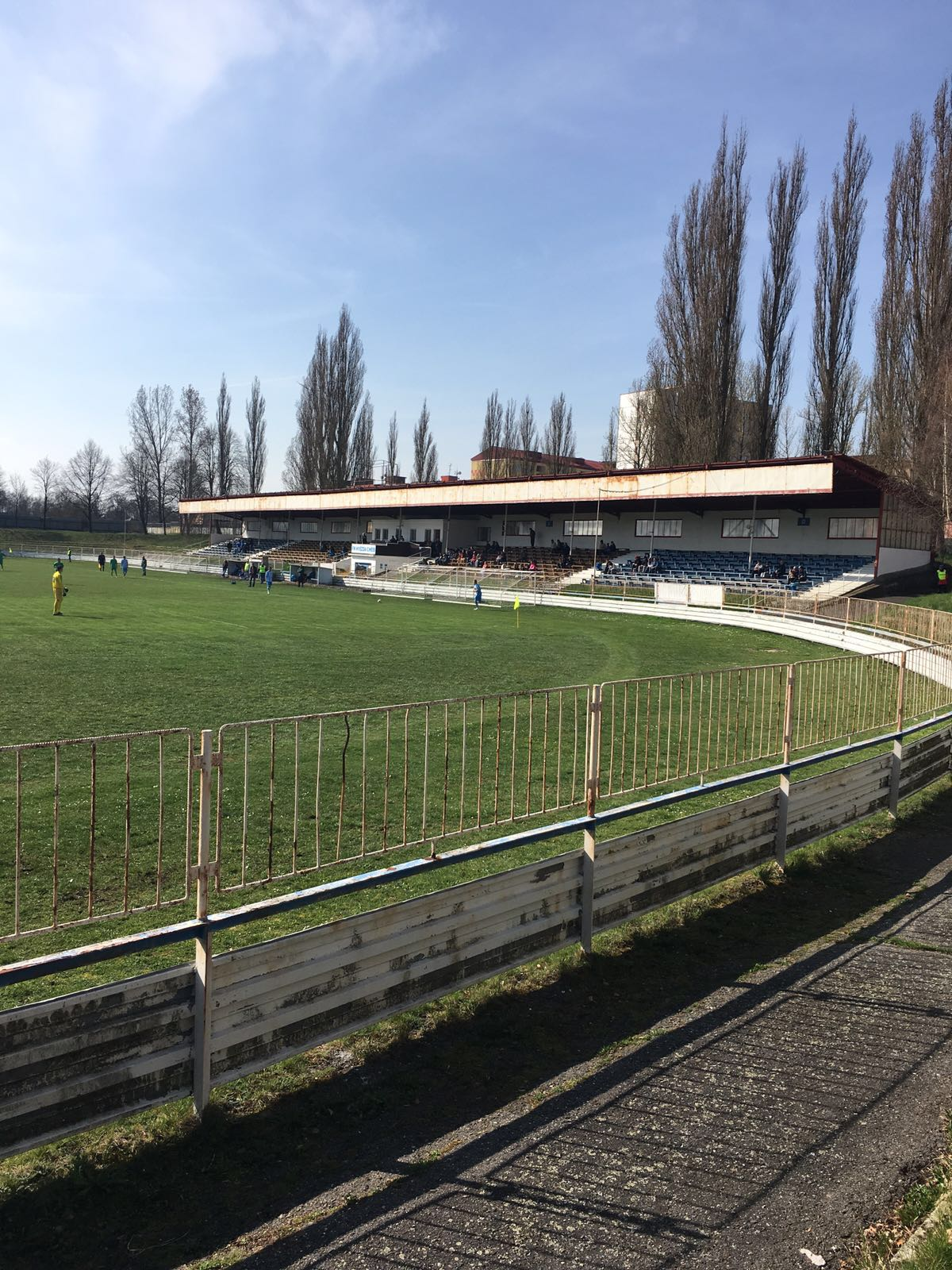
Stadion Lokomotiva

Cheb je městem s bohatou sportovní tradicí. V letech 1979 až 1992 a 1993 až 1996 hrál místní klub FC Union Cheb (dříve Rudá hvězda Cheb) nejvyšší fotbalovou ligu. Nejlepšího výsledku dosáhl v sezóně 1993/94, kdy vybojoval čtvrté místo. Protože však po rozpadu československé federace UEFA neuznávala Česku koeficient vybojovaný českými kluby za federálních časů, nemohl se Union účastnit evropských pohárů. Klub v roce 1996 ekonomicky zkrachoval. Nyní na jeho tradice navazuje klub FK Hvězda Cheb, který působí v 5. české lize (krajský přebor). Své domácí zápasy hraje na umělé trávě, na stadionu Lokomotiva, který pamatuje i slavné ligové časy. Za komunistického režimu byl chebský oddíl sportovním klubem pohraniční stráže a fotbalisté si v něm podle tehdejších pravidel mohli odsloužit povinnou základní vojenskou službu. Často toho využívali hráči pražských klubů, zejména pak Sparty (Jozef Chovanec, Ivan Čabala, Jan Stejskal, Tomáš Skuhravý, Michal Bílek, Vítězslav Lavička, Michal Horňák, Horst Siegl), ale i Slavie (Pavel Kuka, Ivo Knoflíček) nebo Bohemians (Vladimír Hruška, Stanislav Levý). Občas přišli výjimeční fotbalisté i z Ostravy či Brna (Miroslav Kadlec, Luděk Mikloško, Roman Kukleta). Chebský fotbalový klub ale nestavěl mužstvo jen z „vojáků“, stabilními hráči se standardní smlouvou byli například Peter Herda, Radek Drulák nebo Jaroslav Šilhavý. Milan Lindenthal nebo Milan Svojtka strávili v chebském dresu prakticky celý fotbalový život. Odchovancem klubu je také Pavel Nedvěd, který nakonec jako druhý Čech v historii získal Zlatý míč pro nejlepšího fotbalistu Evropy. Momentálně patří k nejznámějším hráčům Vítězslav Janda, který obléká dres chebské Hvězdy již více než 8 let.

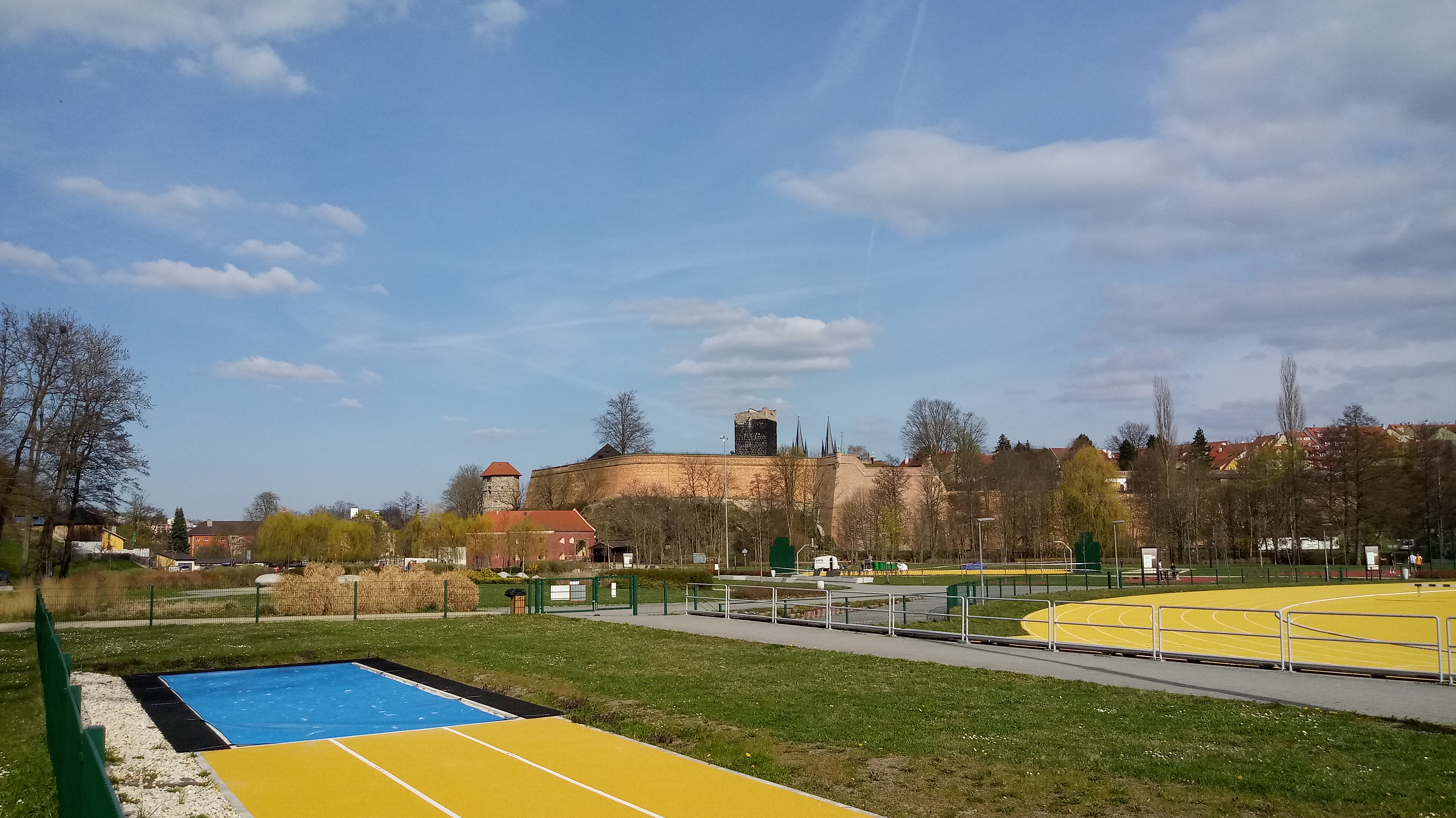
Sportovní areál Krajinka

Každoročně se v místní sportovní hale pořádá mezinárodní házenkářský turnaj ženských reprezentací „O štít města Chebu“. Házenkářky FK Hvězda Cheb hrají II. házenkářkou ligu. V rámci krajinné výstavy v roce 2006 došlo k vybudování nového tenisového areálu včetně kryté haly na pravém břehu řeky Ohře v blízkosti sídliště Skalka. Posléze byl v blízkosti vybudován areál minigolfu, kde se konají turnaje celostátního i mezinárodního významu. Během krajinné výstavy v roce 2013 byl vybudován na levém břehu řeky Ohře atletický areál Zlatá dráha, o kterém prohlásili nejlepší čeští atleti (Maslák, Hejnová), že je nejkrásnější, co kdy viděli. Ve stejné době byl v sousedství atletického areálu v přírodních kulisách vybudován lukostřelecký areál. Pro veřejnost slouží v blízkosti těchto dvou areálů lanové centrum, basketbalové hřiště, stoly na ping pong a odpočinková louka s přípravou na grilování. 
V Chebu funguje hokejový klub HC Stadion Cheb, který hraje 2. českou ligu (3. nejvyšší soutěž) na zimním stadionu z roku 1977, kde v roce 2002 proběhlo originální zastřešení s výstavbou hlediště pro 1500 diváků včetně dobudování zázemí. U bývalé křižovatky „Ypsilon“, 6 km východně od Chebu, je moderní areál na motokáry a malé motocykly Kartarena Cheb, kde se konají mistrovství různých úrovní (MM ČR, Rakouska Německa apod.), areál je přístupný i pro veřejnost. Velmi úspěšným je také oddíl sportovní gymnastiky spadající pod TJ Lokomotivu Cheb, jehož cvičenci dosáhli i několika cenných kovů na mistrovstvích republiky, který ale stále nemá důstojné podmínky pro trénování. Každý rok pořádají velké závody „Chebská bradla“, které získávají čím dál větší jméno. Na jihozápadním okraji města při silnici na Horní Pelhřimov se nachází sportovní střelnice Myslivna, která je se svou historií sahající až do první poloviny 19. století jednou z nejstarších střelnic v ČR. Střelnice umožňuje střelbu až na vzdálenost 100 m. Provozovatelem střelnice je Střelecký klub AVZO Cheb. Pořádají se zde pravidelné střelecké soutěže i soutěže pro děti. Střelnice je také dějištěm dvou největších evropských střeleckých soutěží Free Contest a Zlatý Lev, které se konají již od roku 1990. V letech 2017–2020 prošla střelnice významnou rekonstrukcí, financovanou částečně také z prostředků města Chebu a z prostředků Evropského fondu pro regionální rozvoj.

### Festivaly
- Město je od roku 1970 pořadatelem Mezinárodního festivalu dechových orchestrů mladých (FIJO). Festival se koná pravidelně každý sudý rok na přelomu června a července.[28]
- Valdštejnské slavnosti
- Ve městě se konají již tradičně každoroční Vánoční trhy, kdy je na náměstí postaveno kluziště a zvonice.[29]

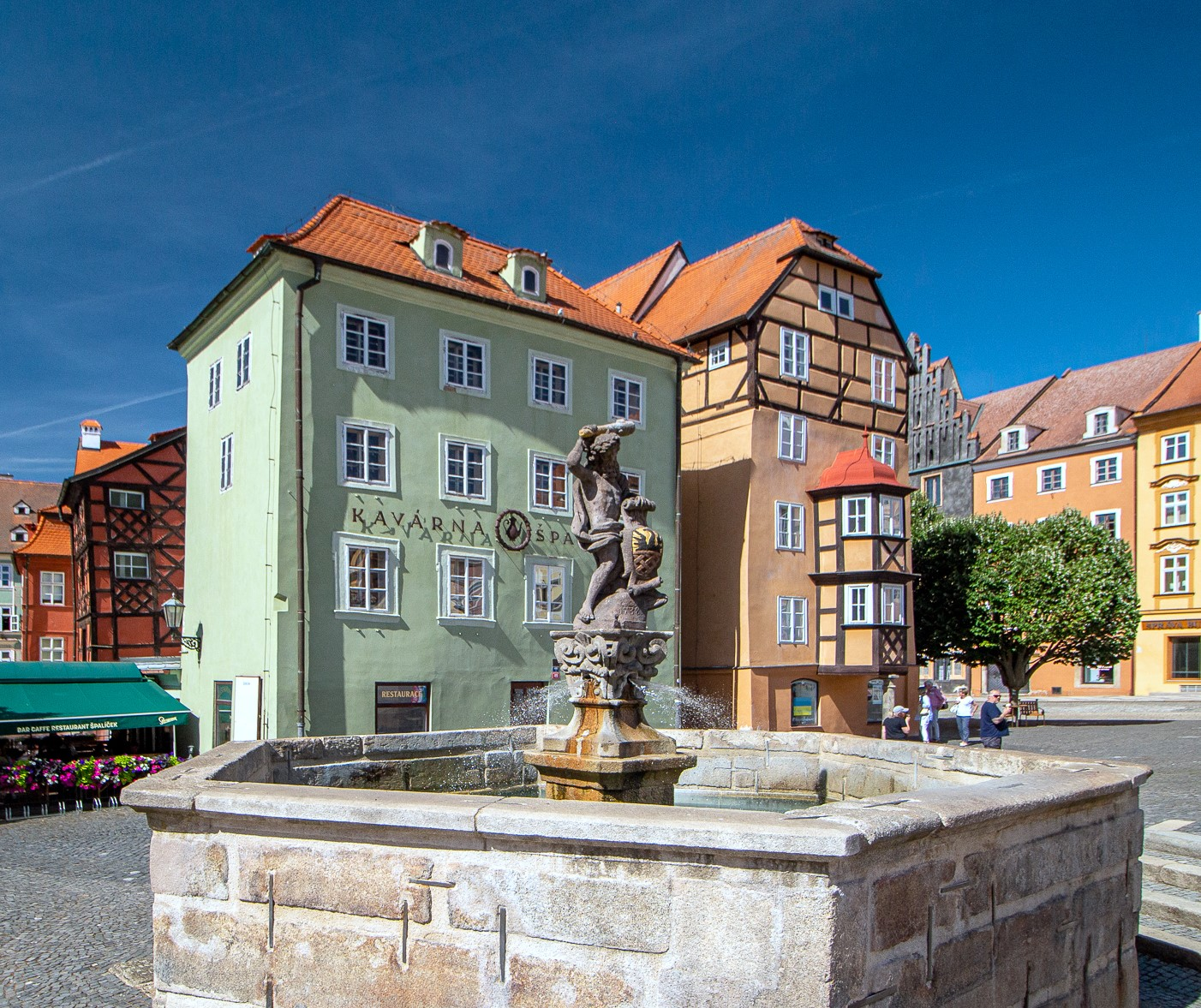
Kašna s Herkulem a Špalíček

## Pamětihodnosti

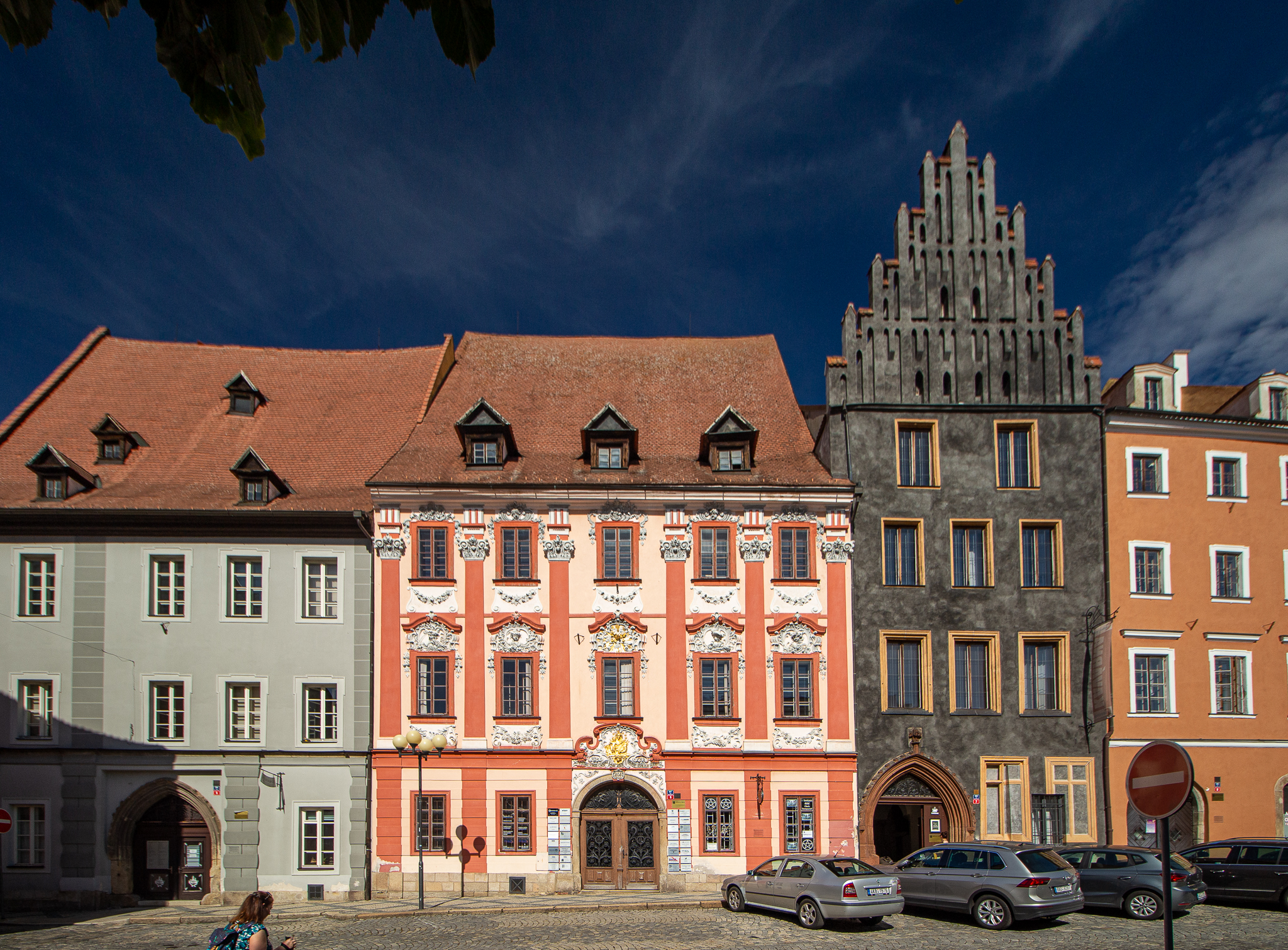
Dva historické domy na náměstí: Gablerův (vlevo) a Schirdingerův

### Stavby
Centrum Chebu je mimořádně dobře zachované, včetně půdorysu, náměstí a zbytků hradeb, a je chráněno jako městská památková rezervace.
- Chebský hrad s patrovou kaplí, vystavěný kolem roku 1180 v románském slohu císařem Friedrichem Barbarossou.
- Gotický chrám svatých Mikuláše a Alžběty. Z původní románské stavby z roku 1220 jsou zachovány obě věže. Kostel byl goticky přestavěn v letech 1456–1476 na trojlodní halu. Nástěnné malby od mistra Lucase z Norimberku z téhož roku. Poškozené vrcholky věží byly barokně přestavěny roku 1746. Na konci druhé světové války byly zničeny neogotické věže, vzniklé po požáru barokních. V roce 2008 byly nahrazeny provizorní poválečné helmice replikami neogotických věží, a tak byly po více než šedesáti letech vráceny kostelu jeho proporce a charakter. Tato změna zásadně ovlivnila i panorama města.
- Špalíček, malebná skupina jedenácti středověkých kupeckých domů na náměstí rozdělených Kramářskou uličkou, který vyrůstal od 13. století na místě kramářských bud a masných krámů. Podle nejstaršího zobrazení z roku 1472 je půdorys těchto dvou bloků v podstatě zachován do dnešní doby. Zbořena byla třetí řada domů, která stála na západní straně náměstí. Dnes se v budově nachází známá cukrárna.
- Pachelbelův dům na náměstí, místo zavraždění Albrechta z Valdštejna
- Kamenný dům v Chebu
- Gablerovský dům
- Zbytky městských hradeb s věžemi (Mlýnská věž, Písečná brána, Čertova věž)
- Nová radnice na náměstí, barokní budova s věží podle projektu J. B. Alliprandiho z let 1722–1729, sídlo Galerie výtvarného umění
- Velký počet historických měšťanských domů (náměstí krále Jiřího z Poděbrad, Jánské náměstí, Kamenná ulice, Růžový kopeček aj.)
- Evangelický kostel Pokoje z roku 1871, novogotické halové trojlodí s věží
- Divadlo z roku 1874 podle plánů architekta V. Pröckla

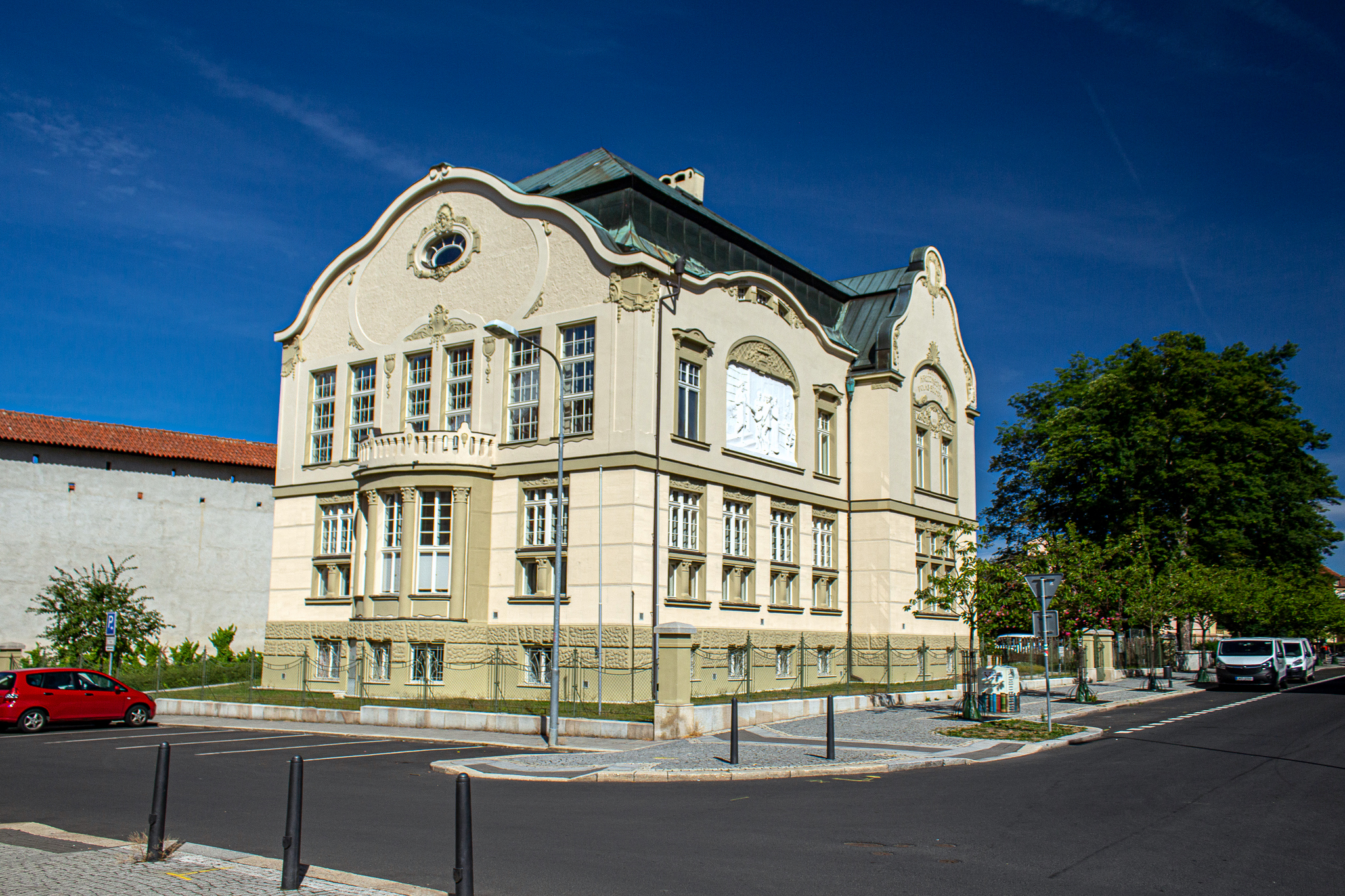
Secesní budova chebské městské knihovny

- Secesní budova chebské městské knihovnyMěstská knihovna v Chebu, secesní stavba z let 1909–1910 podle projektu architekta M. Loose z Teplic
- Bývalý františkánský klášter, gotická stavba s kostelem Zvěstování Panny Marie s křížovou chodbou ze 13.–14. století a nejstarším původním krovem v Čechách
- Bývalý kostel sv. Kláry (dnes koncertní síň), barokní stavba z let 1708–1711, patrně od K. I. Dienzenhofera
- Bývalý dominikánský klášter s kostelem svatého Václava v Dominikánské ulici
- Bývalý křižovnický klášter u mostu přes Ohři s pozdně gotickým kostelem sv. Bartoloměje, obdélnou stavbou s jediným středním pilířem a zajímavou klenbou z roku 1414
- V místní části Hrozňatov se nachází loretánská kaple a zámek Starý Hrozňatov
- Křižovatka Ypsilonka (technická památka)
- Chebský viadukt z roku 1898 (technická památka)
- Dům spolku Schlaraffia
- Dům Minetti

### Památníky
- památník americkým vojákům
- památník sovětským vojákům
- Památník zničeného židovského hřbitova
- Památník chebské synagogy, vypálené během tzv. Křišťálové noci v roce 1938
- Památník 1. pěší divize americké armády

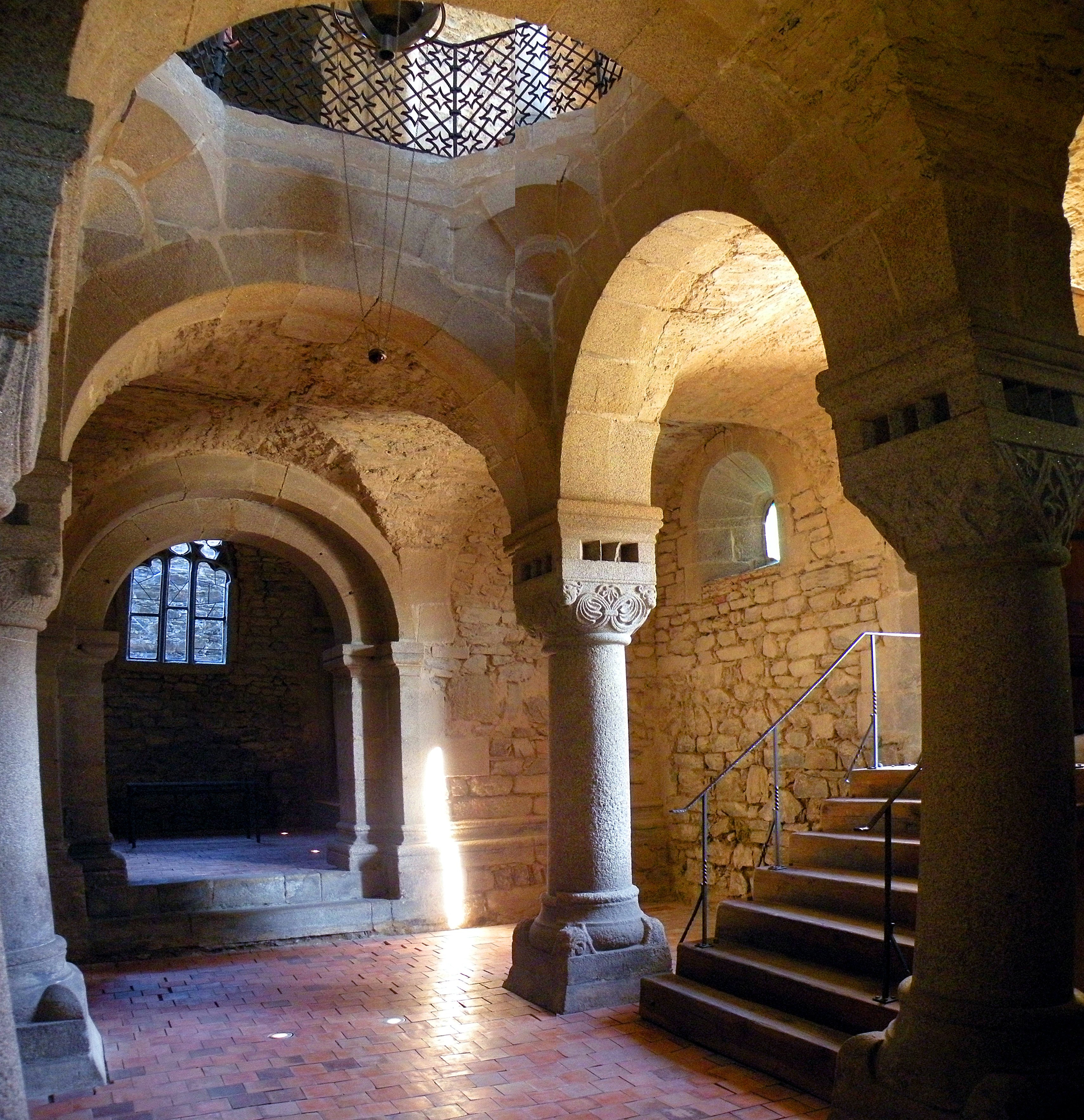
Interiér hradní kaple

- Památník obětem železné opony

### Sochy
- V. I. Lenina – původně se socha nacházela na Leninově náměstí (dnes nám. Milady Horákové) před chebským nádražím. Dnes je umístěna v lapidáriu ve Františkánských zahradách.
- Julia Fučíka – dnes se nachází socha v lapidáriu ve Františkánských zahradách.
- Pohraničník – socha je v současnosti umístěna v lapidáriu ve Františkánských zahradách[30]
- Kašna s Rolandem – kašna stojí uprostřed náměstí a do roku 1591 je ozdobena sochou rytíře Rolanda, který symbolizoval trhová práva říšských měst. Chebský lid mu říkal „Wastl“. Originál sochy je v mázhausu Chebského muzea, zatímco kašnu zdobí pískovcová kopie od akademického sochaře Živného z roku 1985.
- Sépie – autor Jaroslav Róna – socha se jako výrazný artefakt nachází v areálu Chebského hradu.

### Zaniklé památky
- Kostel svatého Jošta
- Křížová cesta
- Chebská synagoga
- Klášter Milosrdných sester sv. Kříže s kostelem Povýšení svatého Kříže. Dlouho nevyužívaná a postupně i ohrožená stavba, kulturní památka z doby první republiky, byla v průběhu roku 2016 celá srovnána se zemí. Zplanýrovaný pozemek nabídl turecký vlastník k prodeji. Ačkoliv majiteli za likvidaci kulturní památky hrozila pokuta až dva miliony, musel uhradit jen několik desítek tisíc korun.[31]

### Krajinné výstavy
Krajinné výstavy mají bohatou tradici – jejich smysl spočívá nejen v sezónní prezentaci zahradního umění a krajinotvorby, ale především v tom, že rekultivují často problémová a ekologicky narušená území a mění je v zóny příměstské rekreace, které slouží občanům natrvalo i po skončení výstav. Díky investicím vloženým do krajinné výstavy nabývá konkrétní místo nový ráz, získává na atraktivitě a všeobecné známosti a přitahuje pozornost návštěvníků k celému městu.
V Chebu došlo k obnovení tradice po mnoha letech, a to ve spolupráci vždy s jedním německým/bavorským městem. Úspěšný projekt „Krajinné výstavy bez hranic“ zahájil roku 2006 ve spolupráci bavorským městem Marktredwitz. Pro vlastní zahradnické výstavy sloužily prostory Císařské louky pod Chebským hradem, Na Šancích, v hradním příkopě a nivní park. Návštěvníci mohli zažít bohatý doprovodný program – koncerty, divadelní představení, výstavy, vystoupení škol a sportovní utkání. Druhou přeshraniční krajinnou výstavu uspořádal Cheb s nedalekým městem Tirschenreuth s názvem „Příroda a historie Cheb 2013“. Spolu s bavorským městem Bayreuth přichystal Cheb realizaci další, již III. krajinné výstavy pod názvem „Hudba pro oči“. Oproti minulým dvěma je tato výstava časově rozdělena na dvě části. Na německé straně trvala plných 171 dní, od 22. 4. 2016 do 9. 10.2016. Česká část byla realizována v roce 2017.

## Hospodářství

### Ekonomika
Hlavním průmyslovým odvětvím v okrese je strojírenský, textilní, kovodělný, stavební, dřevozpracující a potravinářský.

## Doprava
Cheb byl od středověku významným dopravním a obchodním centrem. Ležel na důležité královské obchodní cestě z Norimberka do Prahy. Významná byla také obchodní cesta z Chebu do Plavna přes Ašsko, a poštovní cesta z Chebu do Adorfu.

### Městská hromadná doprava

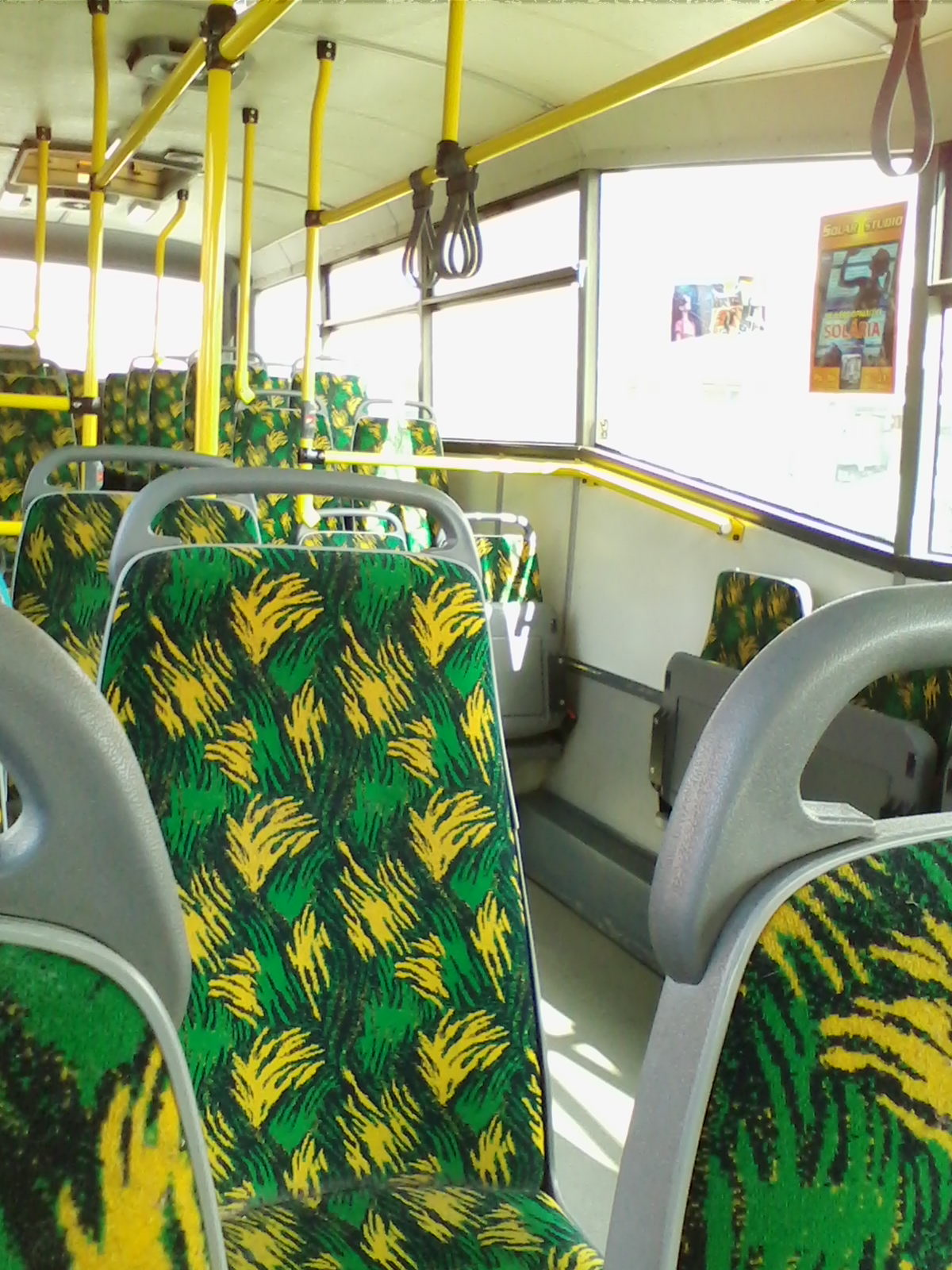
Interiér městského autobusu

Od 9. prosince 2007 městskou dopravu v Chebu zajišťuje autobusových 7 linek v číselném rozmezí 1–7, licenční čísla 416001 až 416007. Provozovatelem je podnik Autobusy Karlovy Vary. Před touto reformou zde bylo 12–13 městských linek. Doprava v regionu je integrovaná možností použít celodenní jízdenky EgroNet. Nepřestupní jízdenka na MHD stojí 20 korun v hotovosti a 14 korun, pokud se použije platební karta nebo předplacená čipová karta.
V letech 1897, 1899 a 1904 byla různým žadatelům vydána povolení k zahájení stavebních a montážních prací na tramvajové dráze z Chebu do Františkových Lázní, ta však nikdy postavena nebyla. Po druhé světové válce v této trase jezdil silniční vláček. Charakter městské dopravy má odedávna autobusová linka z Chebu do Františkových Lázní, nyní s číslem 411120. Jiná městská hromadná doprava ve Františkových Lázních není.
Po druhé světové válce byly v Chebu zavedeny tři městské autobusové linky, které až do začátku 70. let byly označeny A, B a C, provozovatelem byl chebský závod ČSAD (později označený číslem 302). Později došlo k rozmachu MHD a byla do ní zaintegrována většina příměstských linek. Na hlavní lince 1 jezdívaly kloubové autobusy. Několikrát se objevily úvahy o zavedení trolejbusů, ale nikdy nedošly realizace. V letech1988/1989 byla v krajském knižním jízdním řádu ČSAD uvedena MHD Cheb pod číslem 30930 s 9 linkami číslovanými 1–9.

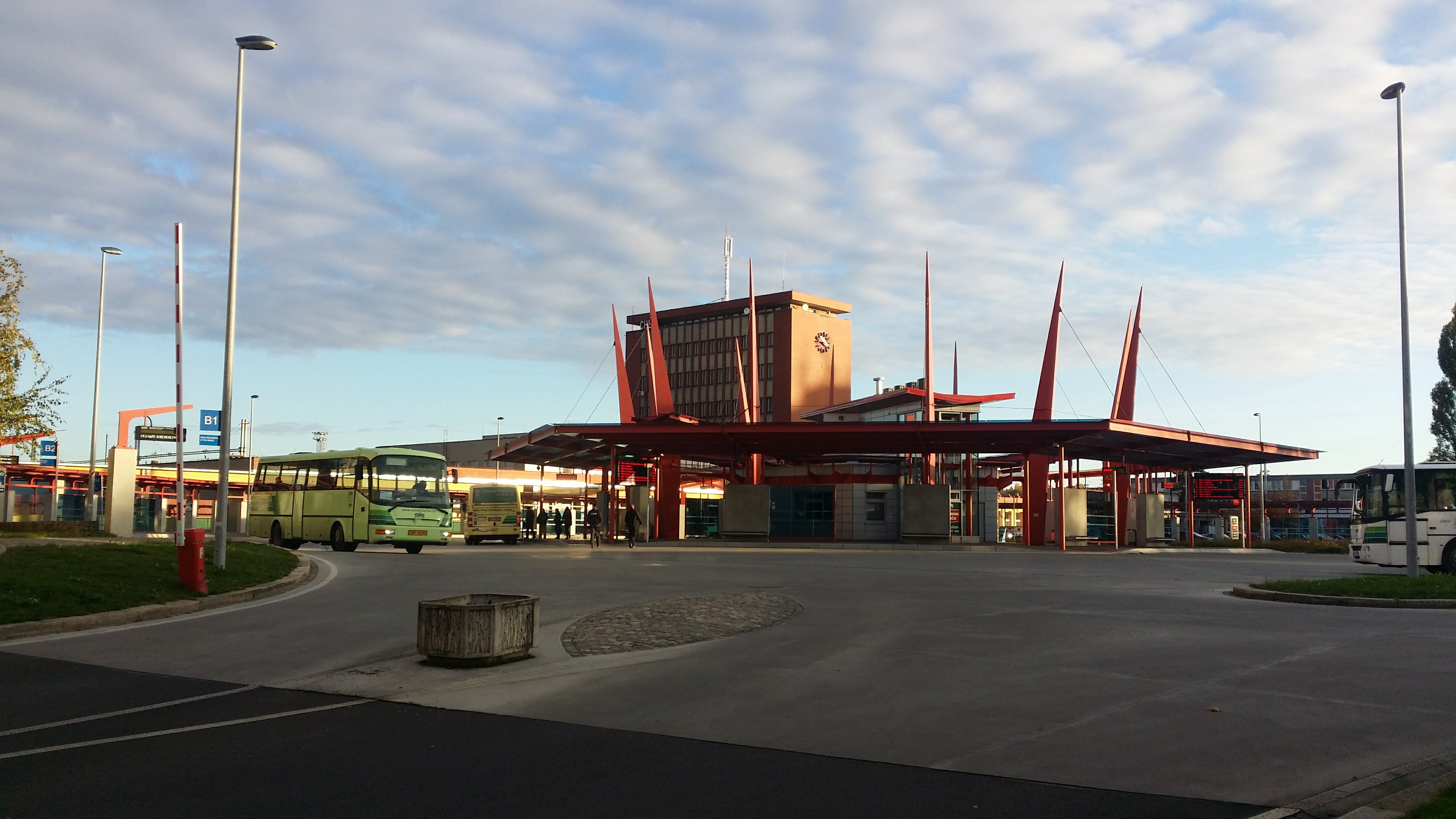
Autobusový terminál

Centrálním uzlem chebské městské i meziměstské autobusové dopravy je autobusové nádraží na náměstí Dr. Milady Horákové, které je ze strategických důvodů umístěno před budovou hlavního železničního nádraží Cheb. Od prosince 2012 slouží moderní autobusový terminál ve tvaru šestiúhelníku. Informace o autobusových linkách lze také zjistit v infocentru v nádražní budově.

### Silniční doprava
Hlavním silničním spojením s Prahou je silnice I/6 Cheb – Karlovy Vary – Praha, jež je postupně přestavována na dálnici D6. Možná je i trasa přes Plzeň po dálnici D5, po dálničním přivaděči I/21 směr Mariánské Lázně – D5 (exit 128 Bor) – Plzeň – Praha. Město dále spojuje silnice I/21 s hraničním přechodem Vojtanov a prochází jím i silnice II/606 a II/214. Cheb disponuje dvěma silničními obchvaty. Severní - dálniční - odvádí dopravu po D6 na hraniční přechod Pomezí nad Ohří. Jihovýchodní obchvat směřuje po II/214 na hraniční přechod Svatý Kříž.

### Železniční doprava

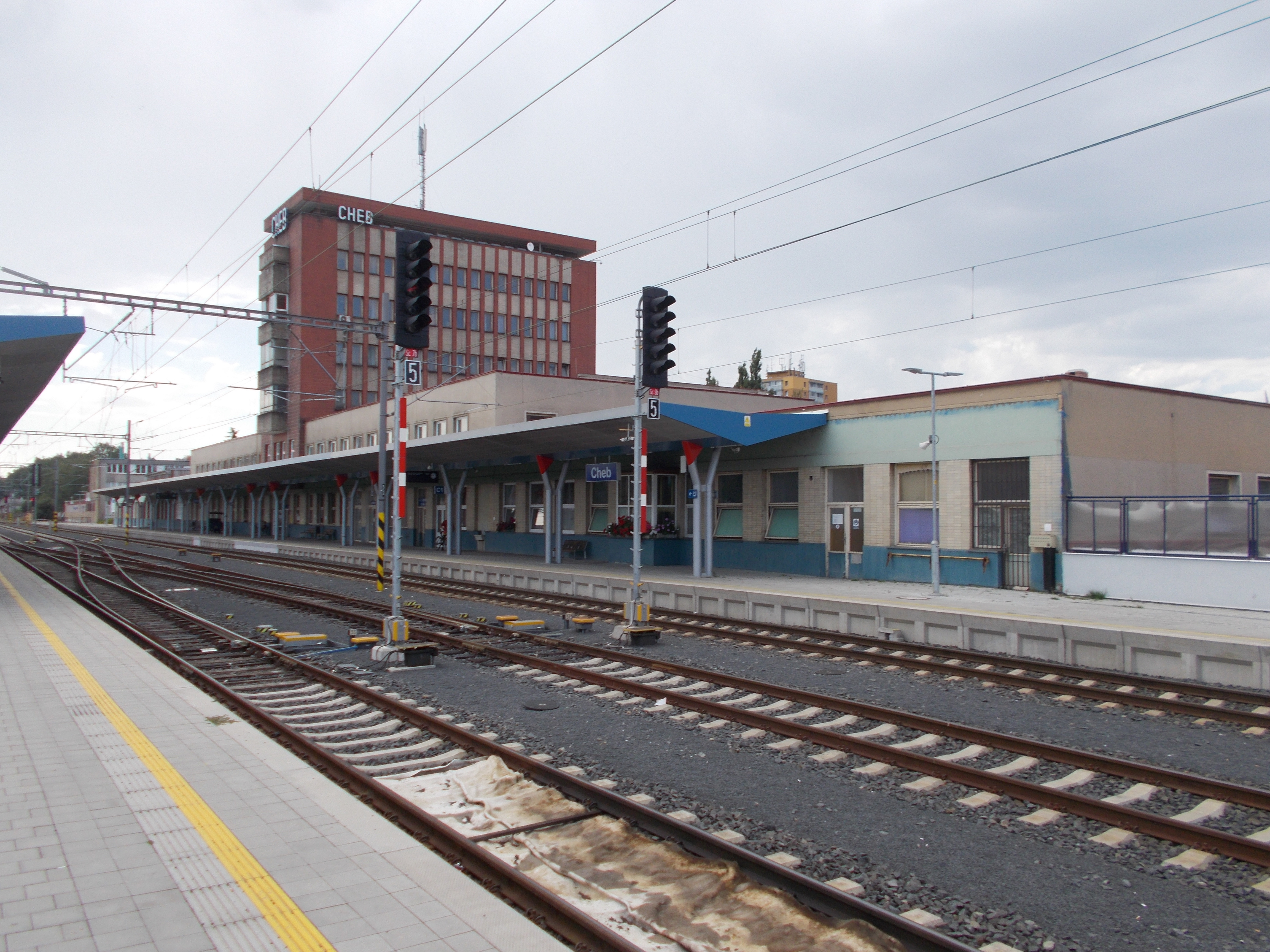
Chebské nádraží

V Chebu se nachází důležitý mezinárodní železniční uzel a stanice Cheb je také hraničním přechodem s Německem. V Chebu se nachází stanice Cheb a Tršnice a dvě zastávky: Cheb-Skalka, která je využívána jen na trati do Německa, a Cheb-Všeboř, na níž zastavují osobní vlaky do Mariánských Lázní nebo Plzně. Hlavním železničním spojením s Prahou je trať Cheb - Mariánské Lázně – Stříbro – Plzeň – Beroun - Praha, po které jezdí rychlovlaky Pendolino a Západní expres. Zároveň zde funguj spoje do sousedního Bavorska a Saska.
Tratě vedoucí z a do Chebu:
- Železniční trať Chomutov–Cheb
- Železniční trať Tršnice – Luby u Chebu
- Železniční trať Františkovy Lázně – Bad Brambach
- Železniční trať Cheb – Hranice v Čechách
- Železniční trať Plzeň–Cheb
- Železniční trať Cheb–Schirnding

Původní, první chebské nádraží bylo postaveno v roce 1865, ale podlehlo spojeneckým náletům v roce 1945, stejně jako jeho široké okolí. Zbytky byly téhož roku strženy a postaveno provizorní dřevěné nádraží. Současné nádraží bylo zprovozněno až v roce 1962. V roce 2019 byla realizována rozsáhlá rekonstrukce nástupišť včetně kolejiště za 516 mil. Kč. Navazovat měla rekonstrukce nádražní budovy za 100 mil. Kč.

### Letiště

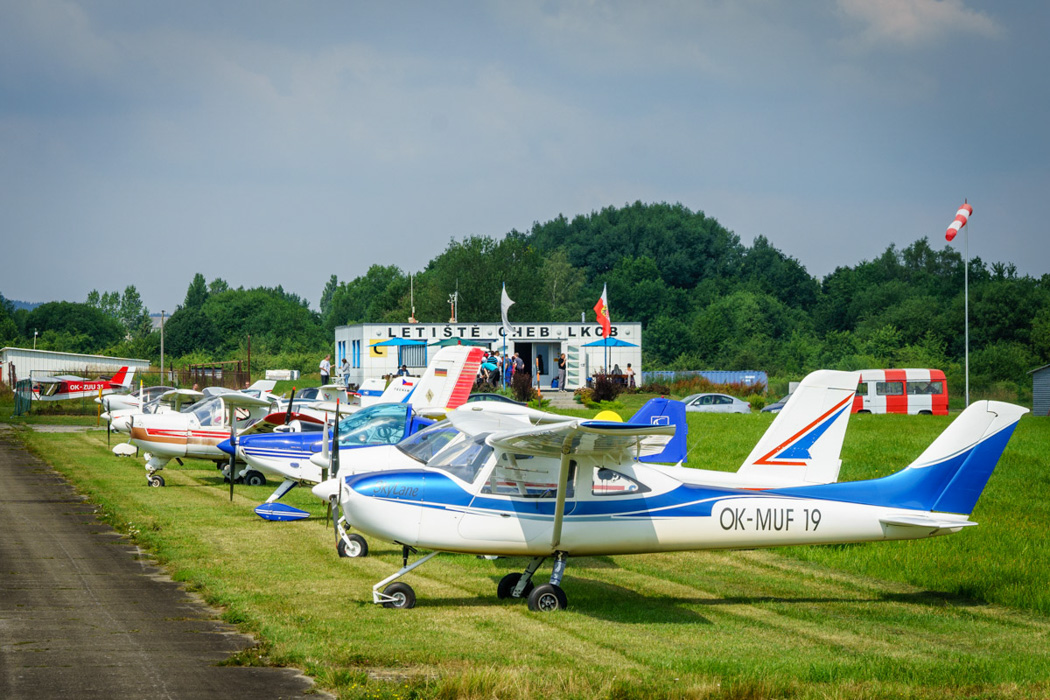
Letiště Cheb

Chebské letiště bylo v roce 1918 jediným funkčním letištěm na území ČSR. Právě na tomto letišti získala rodící se československá armáda svá první letadla. Za první republiky na letišti sídlila významná letecká škola. Za druhé světové války vybudovali Němci v sousedství letiště rozsáhlou továrnu na výrobu stíhaček (včetně proudových). Po americkém bombardování továrny v roce 1945 chebské letiště upadlo do zapomnění. Dnes slouží jen jako sportovní letiště.

## Osobnosti
- Jindřich Břetislav (?–1197), kníže a biskup pražský z dynastie Přemyslovců
- Kašpar Šlik (1396–1449), kancléř Svaté říše římské
- Johannes Widmann (okolo 1460–po roce 1498), německý matematik, autor používání matematických symbolů plus a minus
- Albrecht z Valdštejna (1583–1634), vojevůdce a politik
- Johann Adam Schertzer (1628–1683), německý luteránský teolog
- Balthasar Neumann (1687–1753), německý barokní architekt
- Bernhard Adler (1753–1810), lékař a zakladatel lázní Františkovy Lázně
- Josef August Hecht (1792–1861), lázeňský podnikatel ve Františkových Lázních a politik[35]
- Adolf Tachezy (1814–1892), podnikatel, lékárník a politik, starosta města[36]
- Georg Böllmann (1866–1933), československý politik
- Eduard Prokosch (1876 Cheb–1938), jazykovědec a vysokoškolský učitel v USA
- Cäcilie Danzer (1885–1963), rakouská sochařka.
- Rudolf Serkin (1903–1991), americký klavírista rusko-židovského původu
- Max von der Grün (1926–2005), německý spisovatel, autor autobiografického románu Dva dopisy Pospischielovi
- Andrej Krob (* 1938), divadelní scenárista a režisér
- Frank Boldt (1942–2006), německý historik, slavista a překladatel
- Daniela Kolářová (* 1946), herečka
- Marcel Grün (1946–2020), astronom a spisovatel z oblasti astronomie a kosmonautiky
- Libor Dvořák (* 1948), novinář a překladatel z ruštiny
- Stanislav Tůma (1950–2005), fotograf
- Mikoláš Chadima (* 1952), hudebník
- Ladislav Jakl (* 1959), tajemník prezidenta republiky
- Jaromír Bosák (* 1965), sportovní komentátor a novinář
- Pavel Anděl (* 1966), herec, hudebník, hudební publicista, televizní dramaturg a moderátor
- Ilona Csáková (* 1970), zpěvačka
- Pavel Nedvěd (* 1972), nejlepší fotbalista světa 2003
- Marek Němec (* 1981), herec

## Partnerská města
- Bac Ninh, Vietnam (2015)
- Hof, Německo (2004)
- Nová Dubnica, Slovensko (2022)

Minulá partnerství:
- Nižnij Tagil, Rusko (1966-2022)
- Rheden, Nizozemsko (1989-2016)

## Galerie

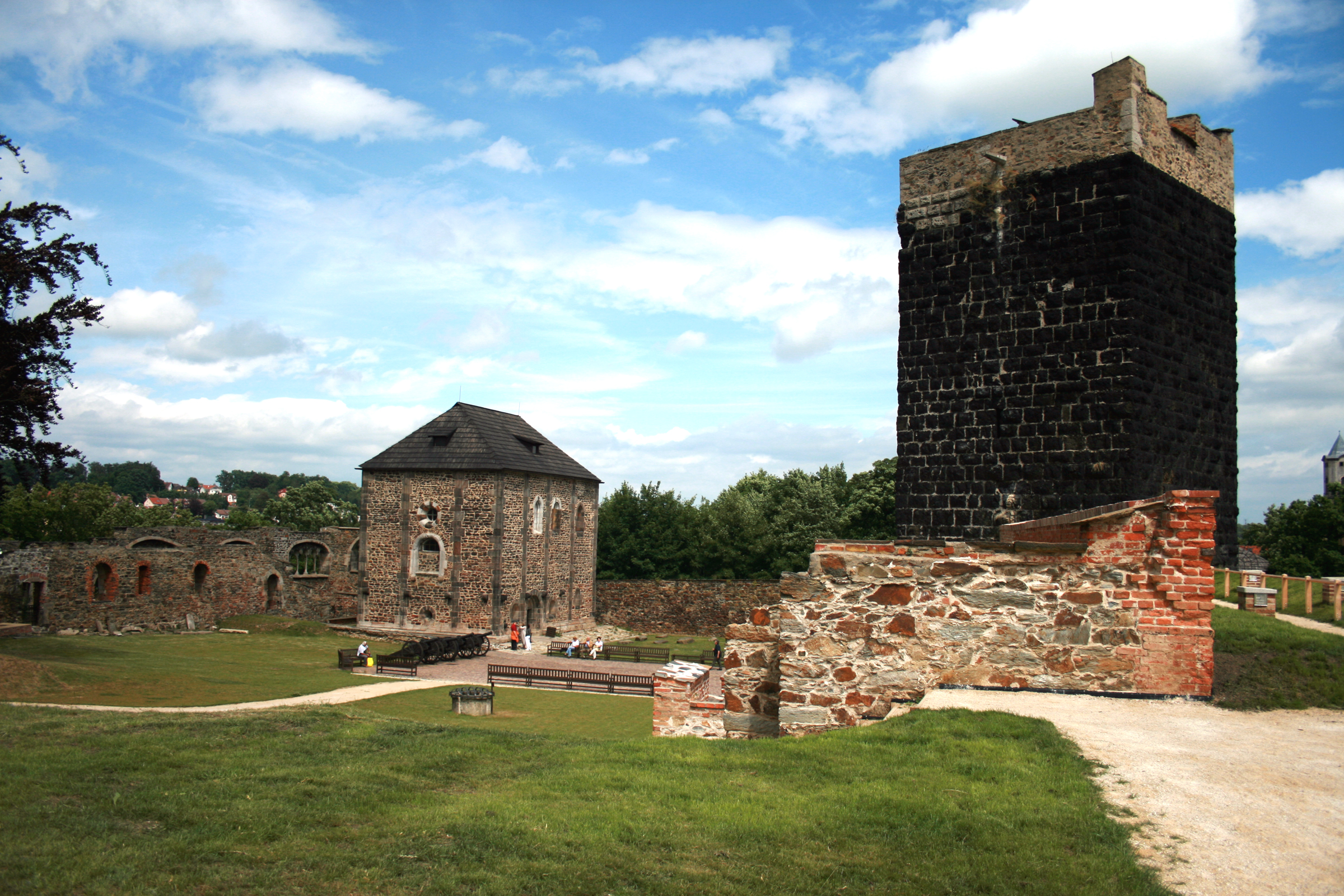
Chebský hrad
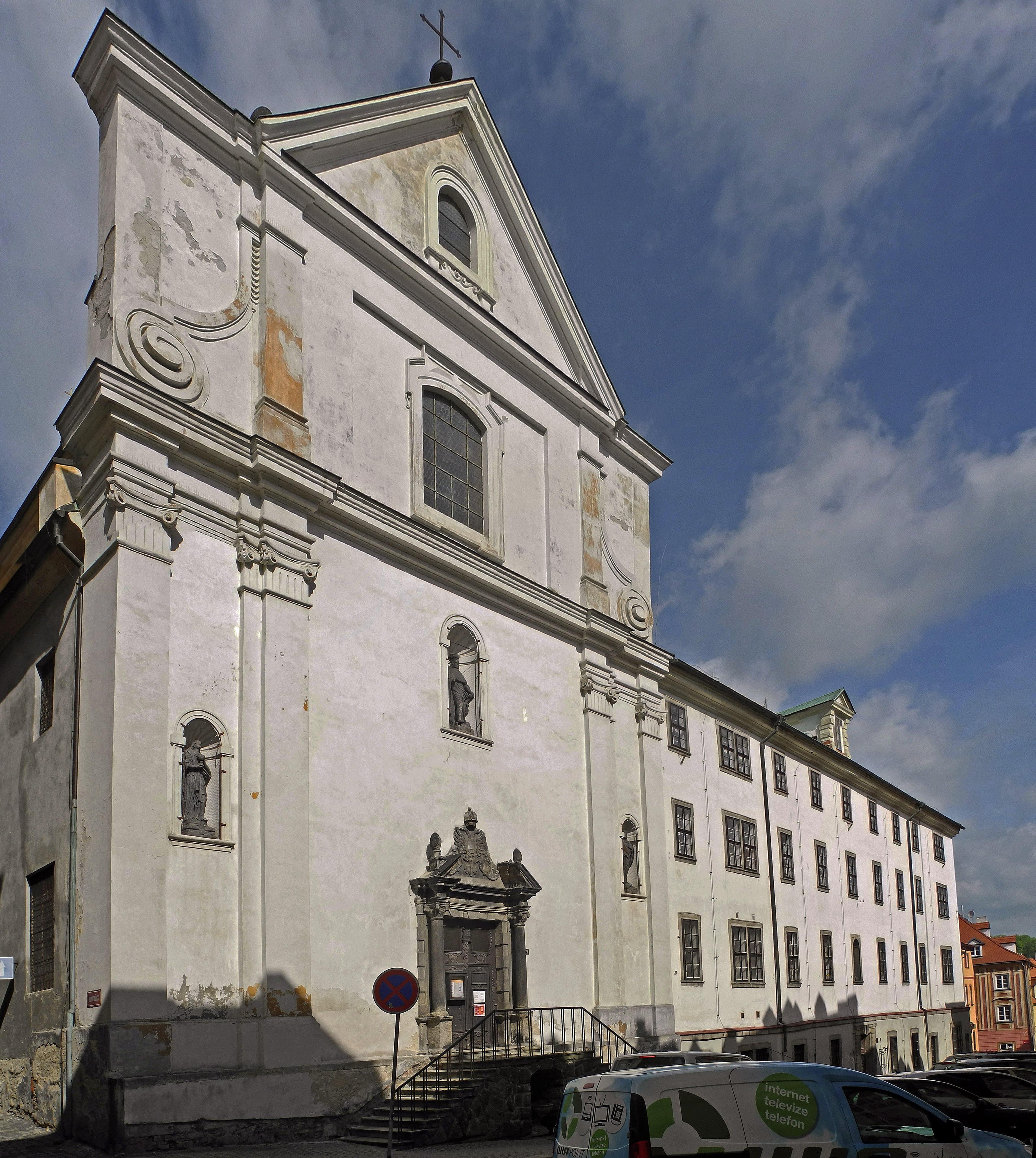
Dominikánský klášter s kostelem sv. Václava
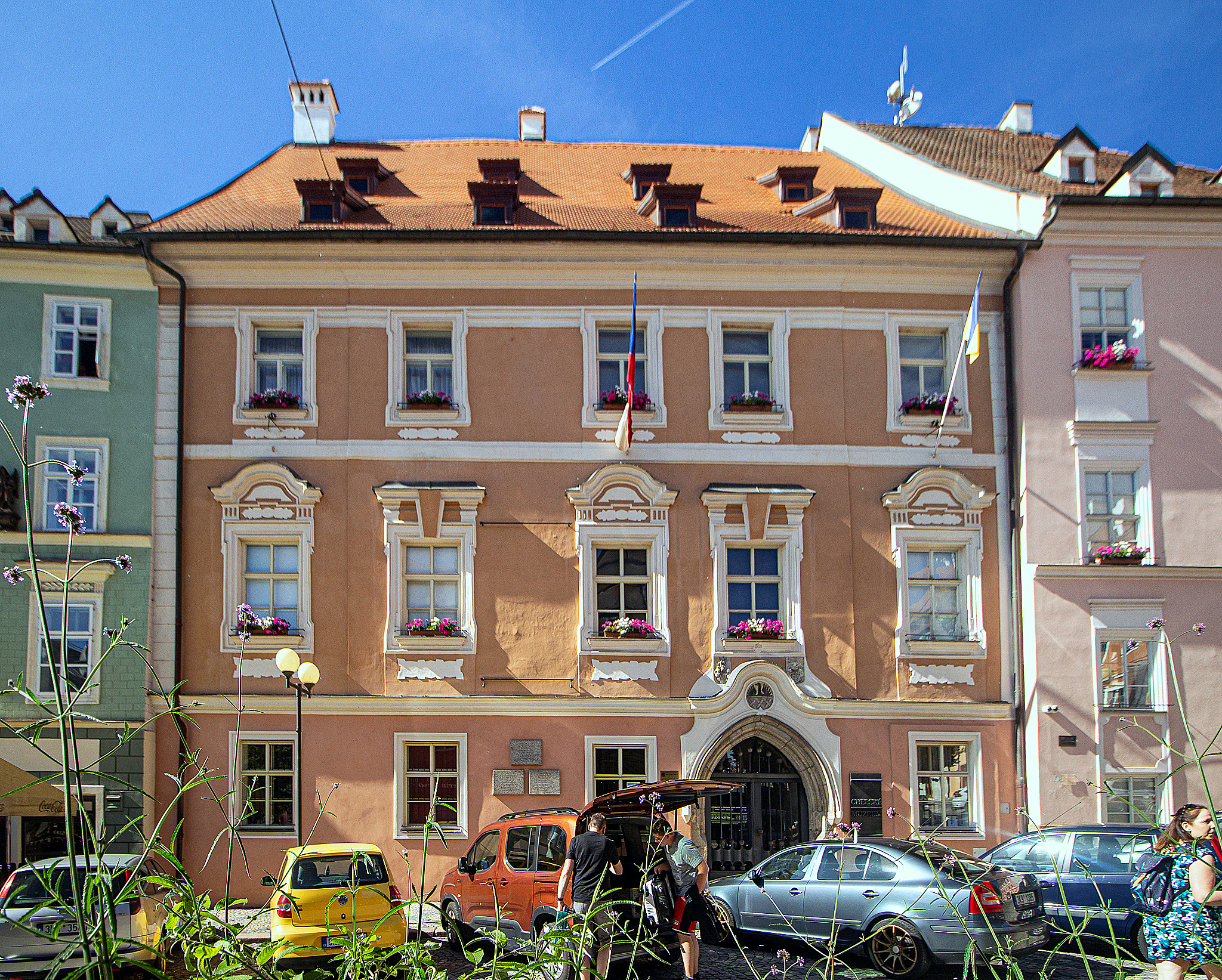
Pachelbelův dům na náměstí, místo zavraždění Albrechta z Valdštejna
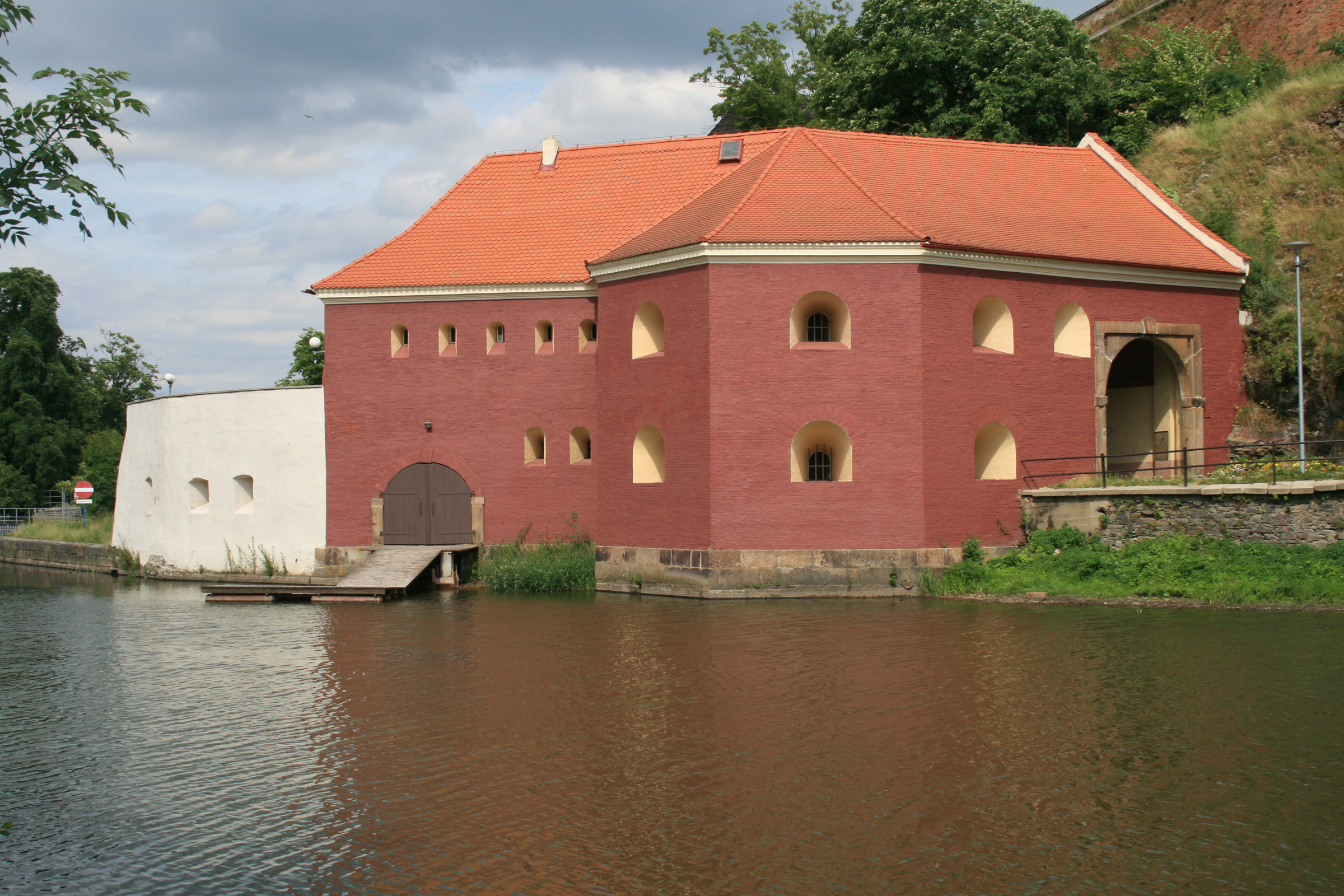
Písečná brána, Ohře
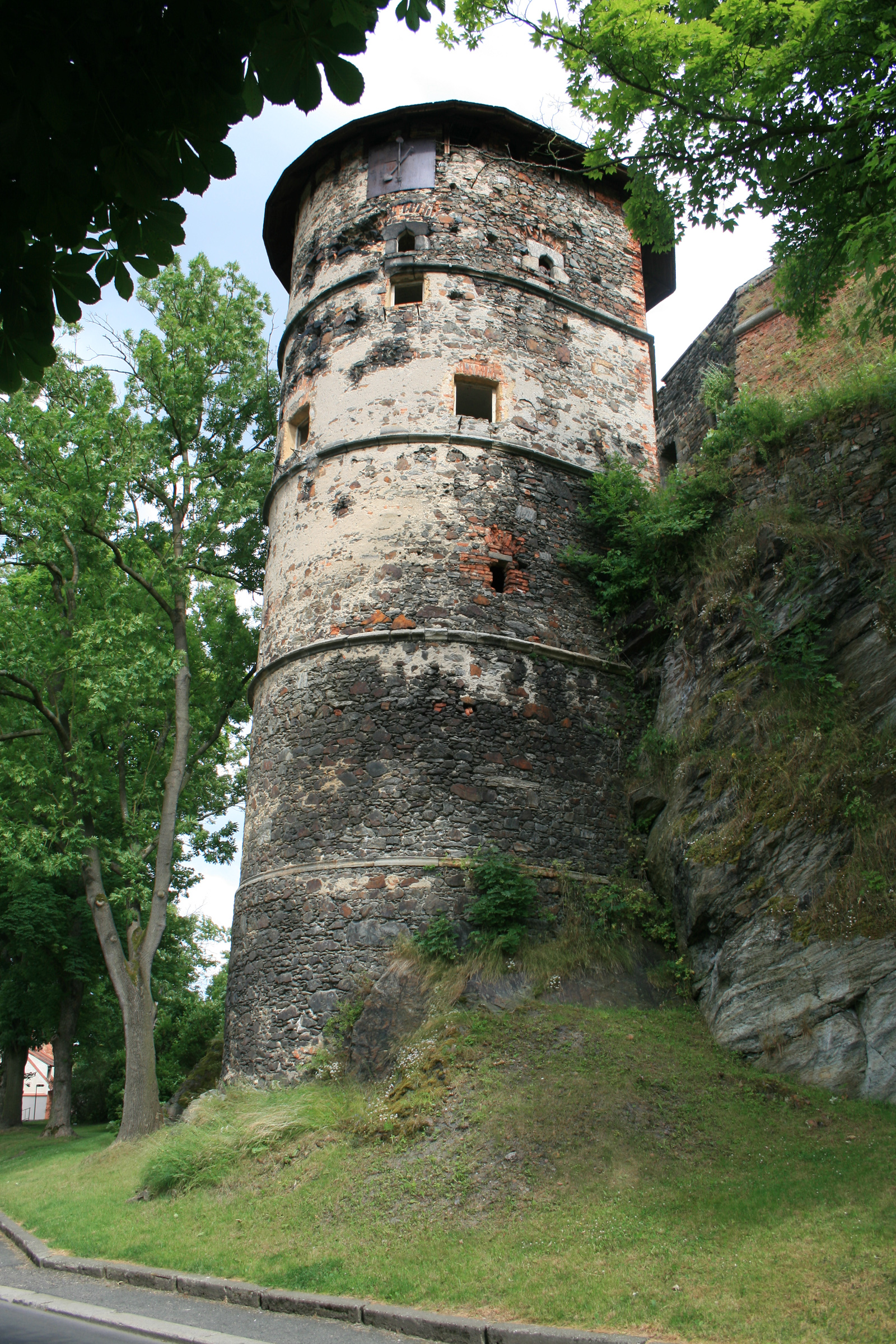
Zbytky středověkého opevnění
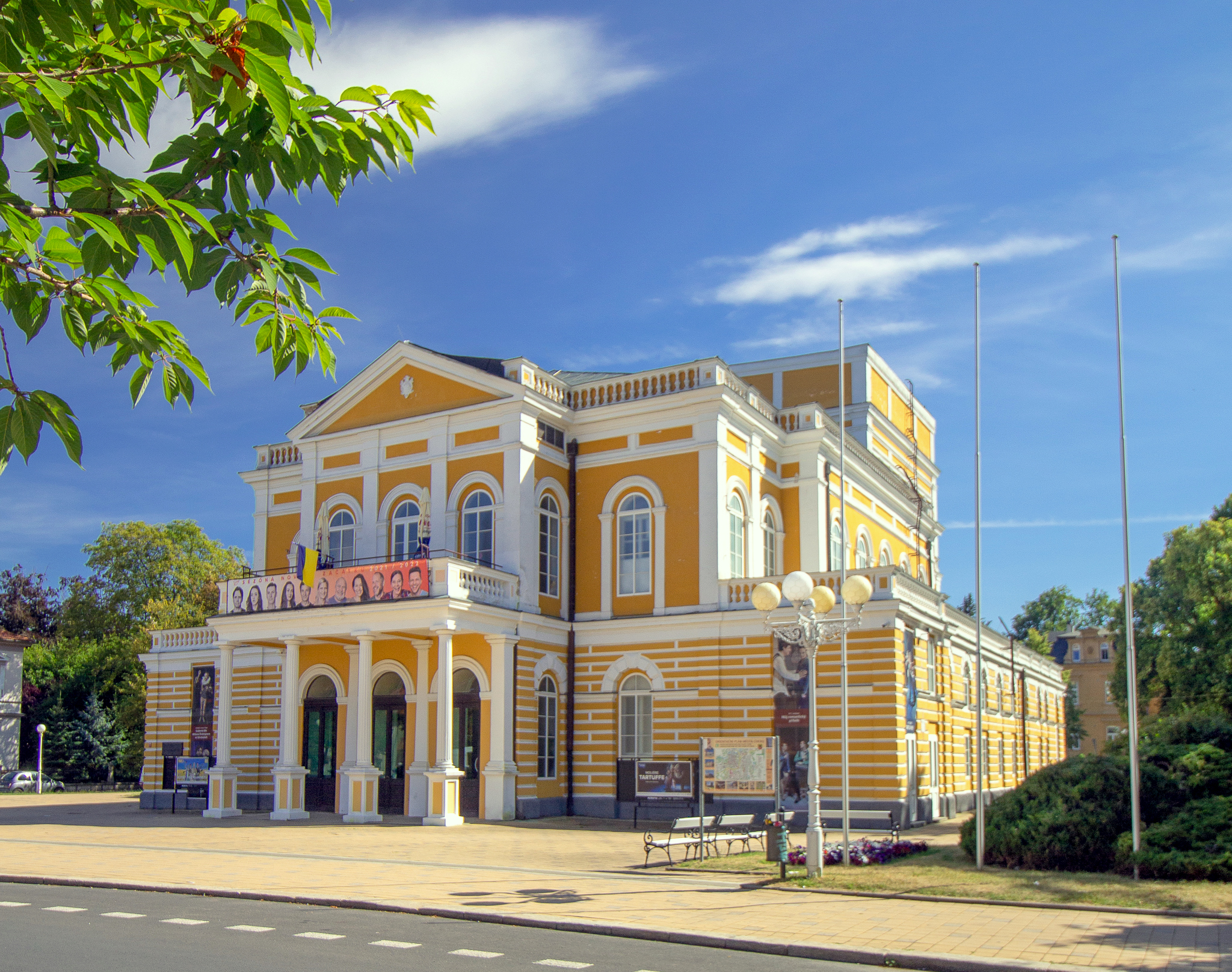
Západočeské divadlo Cheb
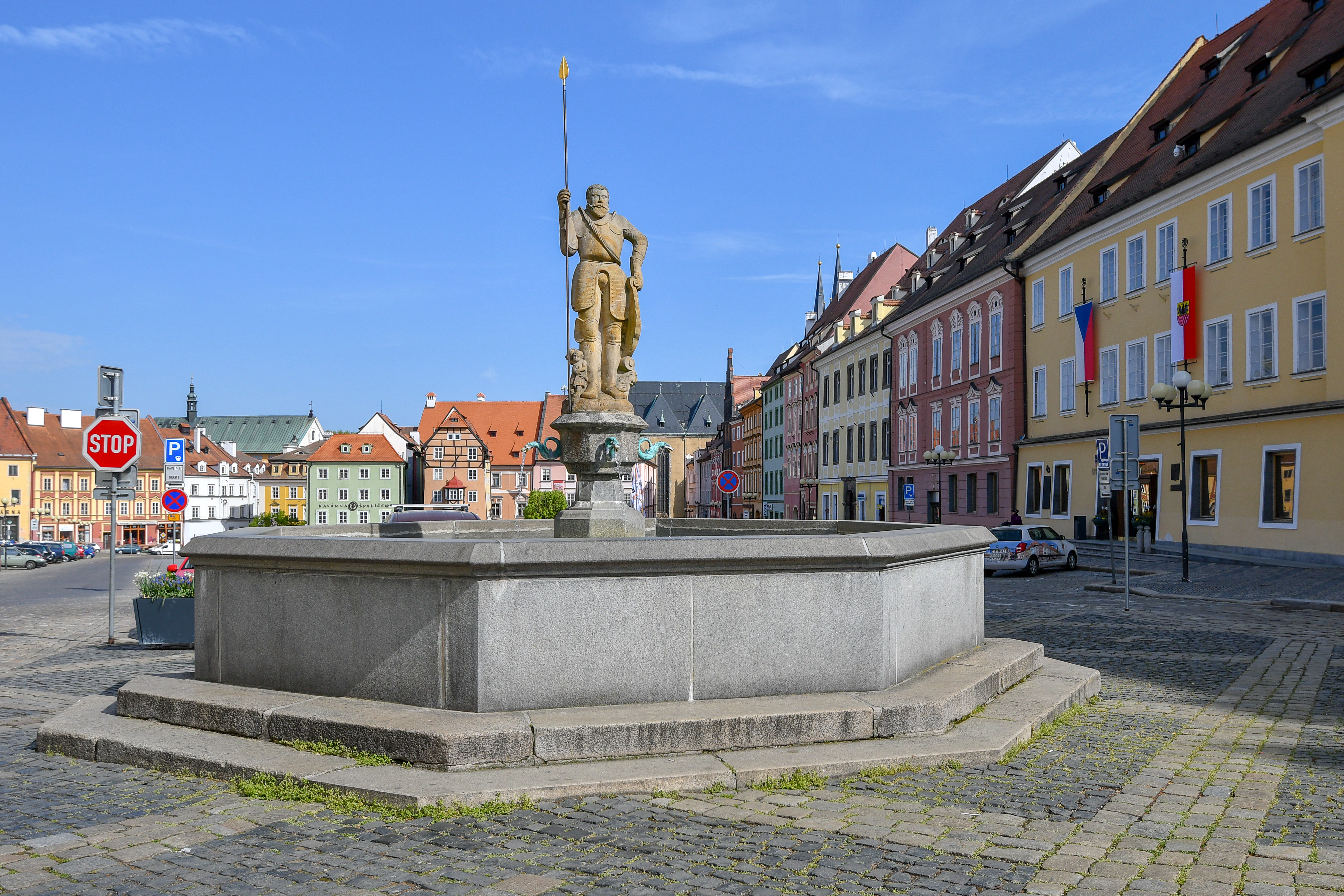
Kašna se sochou Rolanda